# 岩神の飛石

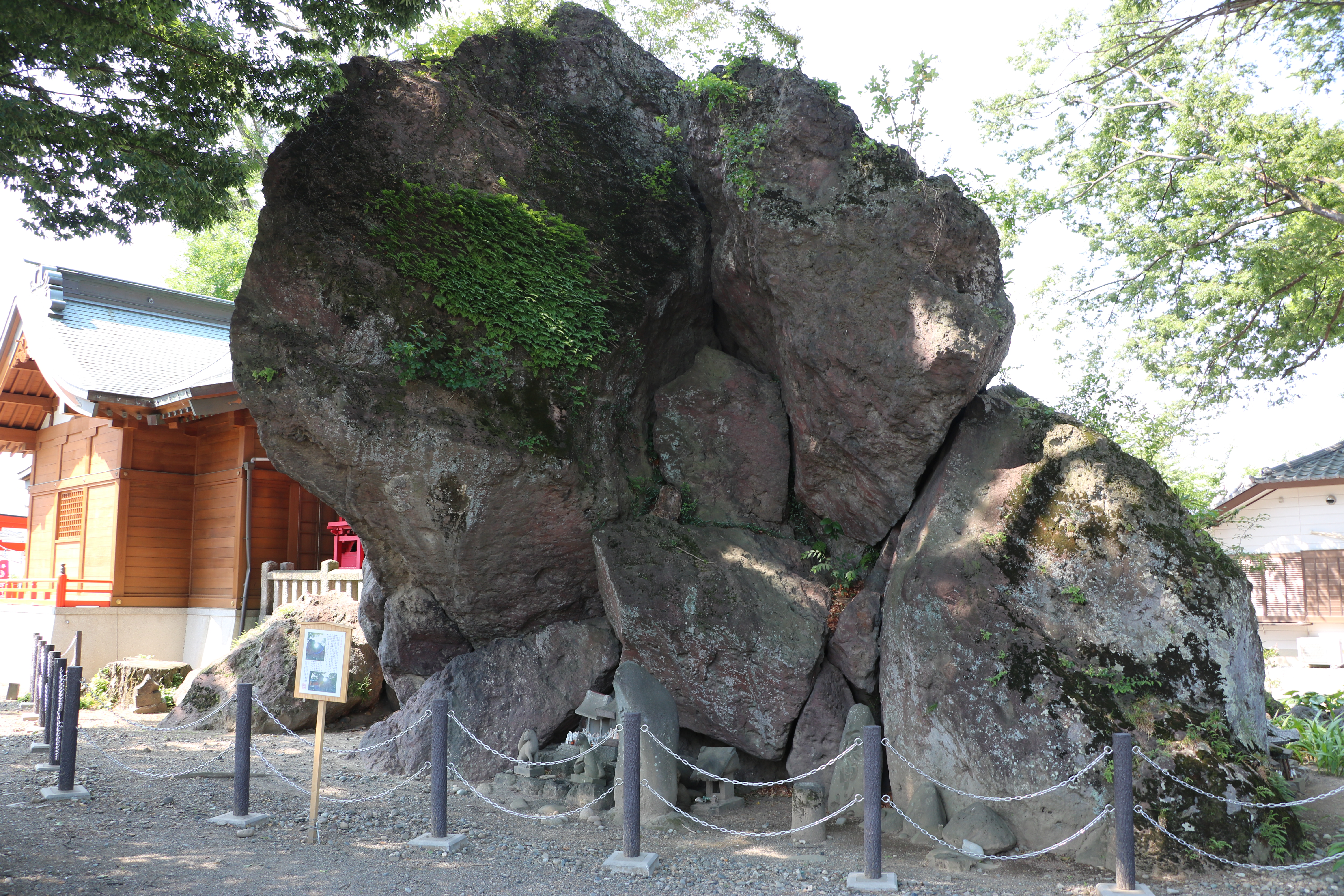
岩神の飛石。2018年6月2日撮影。

岩神の飛石（いわがみのとびいし）は、群馬県前橋市昭和町三丁目の岩神稲荷神社境内にある火山岩の巨岩である。1938年（昭和13年）12月14日に国の天然記念物に指定された。
岩神の飛石の特異性は、周囲の地形とは連続性のない場所に突如として巨大な岩塊が単独で存在する点にあり、周辺は前橋市中心部にほど近い住宅地で、丘陵や岩場などが存在しない、ほとんど起伏のない平坦な場所であるにもかかわらず、周囲約70メートル、地表面からの高さ約10メートルもの巨岩の塊りがポツンと孤立して存在することから、あたかも空中を飛来して来たかのような不思議な印象を与える岩として、古くから「飛石」と呼ばれており、この巨岩そのものが当所に鎮座する岩神稲荷神社のご神体として崇められてきた。
この巨岩が古くより人々の関心を集めてきたのは、何故この場所にあるのか、その来歴、その成因が容易に解明されない不可思議な点にあり、国の天然記念物に指定された1938年（昭和13年）当時の調査では、前橋市の北東に隣接する赤城山で10万年以前に起きた火山活動由来のものとされ、それ以降は長期間にわたって「赤城山の噴火活動によって運ばれたもの」とされてきた。しかし、この見解は岩神の飛石の岩体そのものを試料として用いた記載岩石学的や地球化学的といった理化学的な分析に基づかないものであったため、この巨大な岩塊が何故ここにあるのかは科学的に解明されないままで、様々な可能性が議論され続け、昭和後期頃より一部の地質学者・火山学者らにより、遠く離れた浅間山の火山活動を由来とする新たな説が提唱され始めた。
岩神の飛石の供給源の可能性がある火山は大きく分け
1. 前橋から比較的近い「赤城火山起源説」
2. 前橋から遠く離れた「浅間火山起源説」

以上の2説が議論されるようになったが、赤城火山と浅間火山の主要な岩質は類似する安山岩の主成分組織をもつ火山岩であるため、岩質の主成分のみを比較対比させ判定の基準にしても、その供給源を確定させることは不可能であった。
しかしながら、この岩塊が国の天然記念物に指定されていることから、一部分であっても砕いて採取することとなる調査は、文化財保護法の手続き上の問題があることに加え、この岩塊自体が岩神稲荷神社のご神体であり、かつてこの岩にノミを入れた者が不慮の死を遂げ、ノミを入れた岩から真っ赤な血が流れ出た等の祟り伝承が言い伝えられていたこともあって、最新の測定法を用いた理化学的な調査は簡単には行えなかった。
長期間にわたり判断基準が見いだせないままであったが、文化庁による天然記念物「指定物件の現状変更」の許可と、地元関係者らの理解を得た上で、2013年（平成25年）から3ヵ年にわたり岩塊の一部を採取する記載岩石学に基づいた調査が行われた。その結果、ストロンチウム同位体比 (87Sr/86Sr) 測定、および熱ルミネッセンス法（TL法）による年代測定が行われ、その結果、従来推定されていた赤城山由来説は完全に否定され、前橋市から遠く西方に離れた浅間山の外輪山の黒斑山で、約2万4千年前に起きた山体崩壊により発生した「前橋泥流」によって長い距離を流されて移動し、前橋市中心部にほど近い現在地まで運ばれた「浅間山を供給源とする火山岩」であることが判明した。
これほど大きな岩塊が浅間山の北側斜面を流れ下り、吾妻川から利根川沿いを火山泥流によって運搬され、浅間山から遠く離れた前橋市の中心付近まで到達し得るという事実は、この出来事が2万4千年前のことであるとはいえ、岩神の飛石の起源解明は中長期的な火山防災の観点からも改めて注目された。

## 飛石の諸元

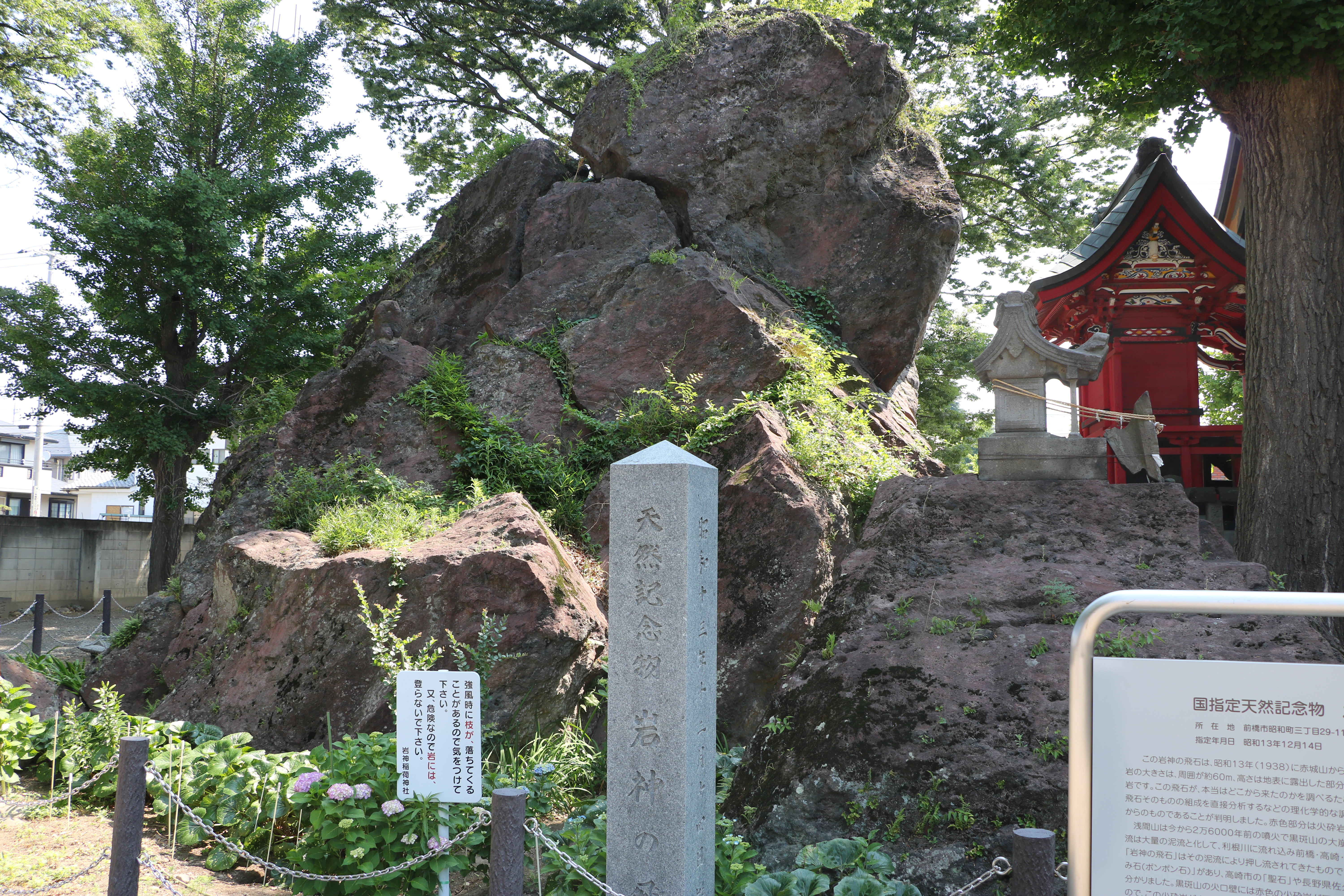
岩神の飛石。2018年6月2日撮影。

岩神の飛石のある岩神稲荷神社は利根川左岸の前橋市街地の一角、JR両毛線前橋駅から北北西へ約2.8キロメートルの場所に所在する。この付近一帯はほとんど起伏の無い平坦な地形であるのにもかかわらず、岩神の飛石は地表面から9.47メートルの高さで直立突出しており、何故この巨岩がこの場所にあるのか、その成因・由来について古くより多くの人々の関心を集めてきた。
2013年（平成25年）に始まった前橋市教育委員会を主体として行われた調査により、改めて岩神の飛石の精確な測量が行われた。その計測値は、地表面からの高さ9.47メートル、地表面の部分で露出する範囲の面積は84平方メートル、地上に現れた部分の岩体の体積は3次元計測で295立方メートルであった。また、地中に隠れた岩体も詳細な地下ボーリング調査により、地下8.5メートルの地点で岩体の底部が確認されたことから、岩体全体での体積は714立方メートルと算出され、岩体試料から得られた比重から、岩神の飛石の総重量は2,098トンと推定された。
岩神の飛石の岩質は輝石安山岩であり、外観は全体的に赤みを帯びている。類似する赤褐色の外観をもつ岩塊は前橋市から渋川市にかけた利根川の流域と、利根川支流の吾妻川の流域に大小さまざま多数散在している。これらの岩塊のうち大きなものは「お艶が岩」「とうけえ石」等、それぞれ固有名詞が付けられているが、いずれも赤い色が特徴的であることから、総称して「赤石」とも呼ばれ、これらの類似する複数の「赤石」の存在が、後述する岩神の飛石の供給源を考察する上で重要な意味を持っていた。

## 飛石の祟り伝承

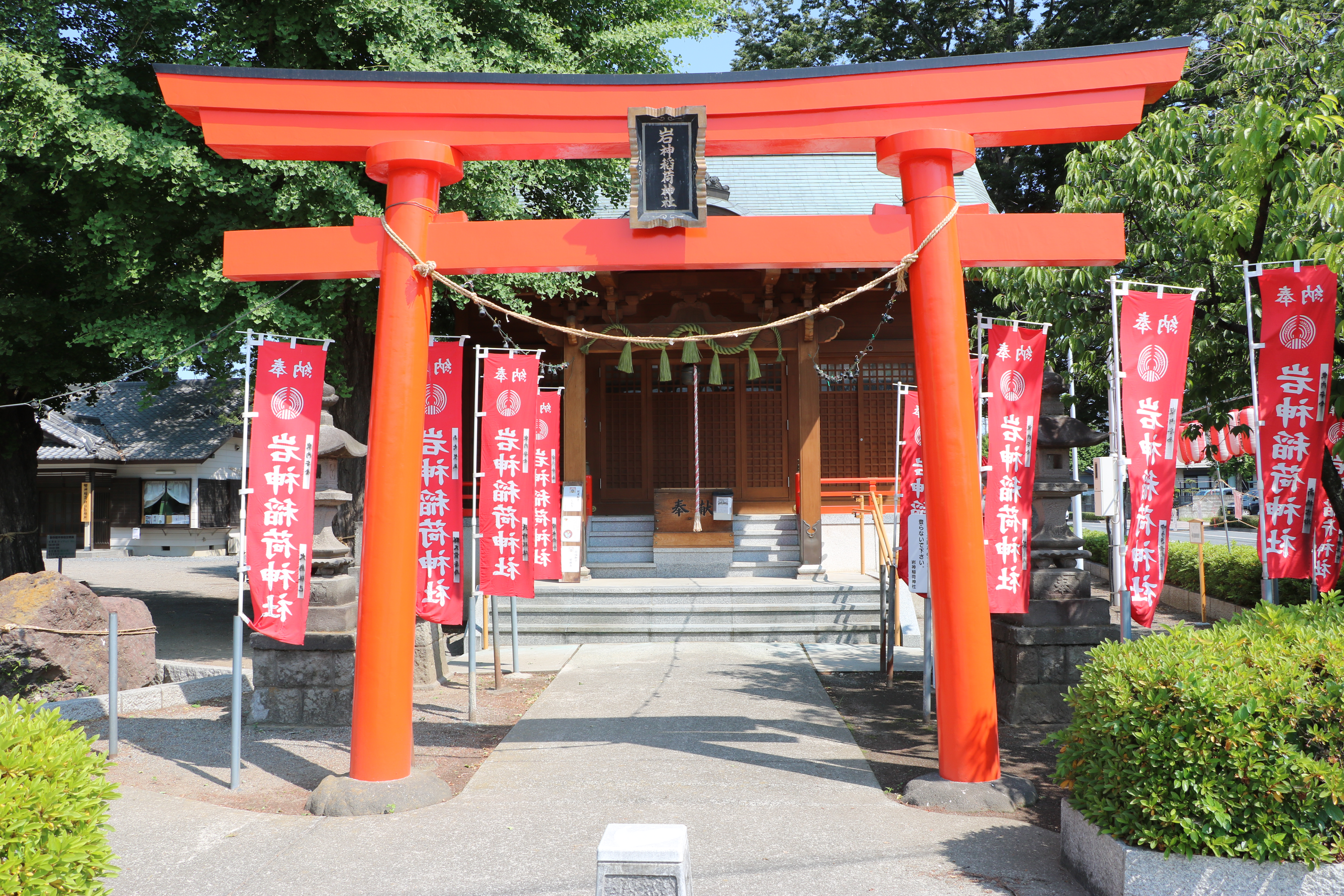
岩神稲荷神社。2018年6月2日撮影。

岩神の飛石の所在する岩神稲荷神社は、前橋市市街の北西にある群馬大学病院の西側にあり、周辺は前橋市立岩神小学校やスーパーマーケットなどが点在する住宅地となっているが、かつてこの周辺は前橋市街郊外の田畑が広がる一帯であり、明治後期の絵葉書写真からは、岩神神社社殿と飛石のすぐ西側に隣接して河川改修される前の広瀬川が流れていたことが確認できる。この絵葉書は1910年（明治43年）の「一府十四県連合共進会」の際に作られた、記念の絵葉書であると言われており、絵葉書には「前橋名所　岩神の飛石奇勝」と記され、古くから岩神の飛石は前橋の名所として知られていたことが分かる。
岩神の飛石に関する記述が確認出来るもっとも古い文献記録は、1684年（貞享元年）の地誌『前橋風土記』の文中にあって、この巨岩の一部にノミを入れた石工に降り掛かった、祟りめいた奇怪な伝承が記されている。

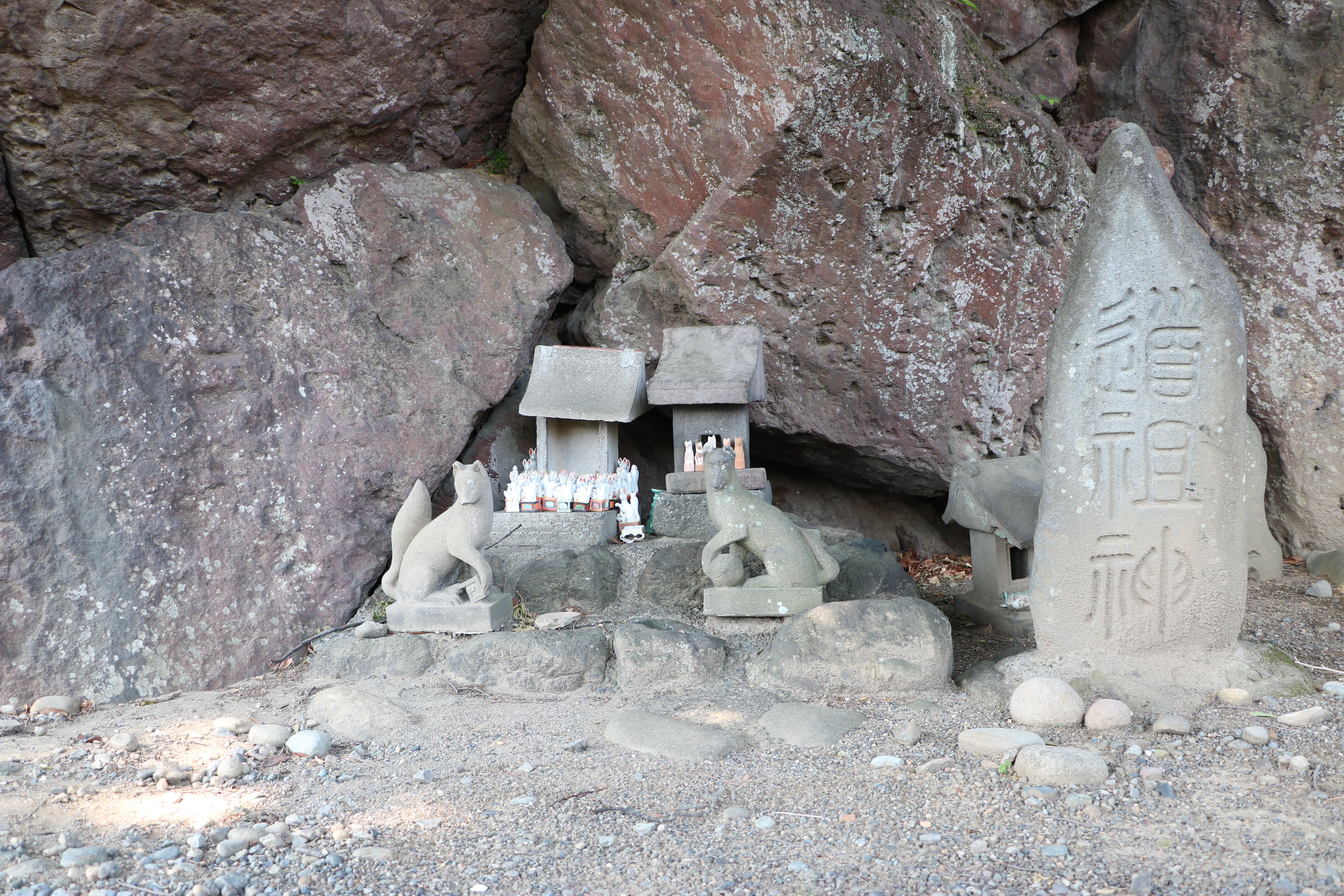
岩神の飛石の底部に祀られている小さな石の祠と道祖神。2018年6月2日撮影。

また、1935年（昭和10年）に当時の前橋市長江原桂三郎より文部大臣松田源治宛てに書かれた天然記念物指定の申請書にも、同様の伝承が記載されている。

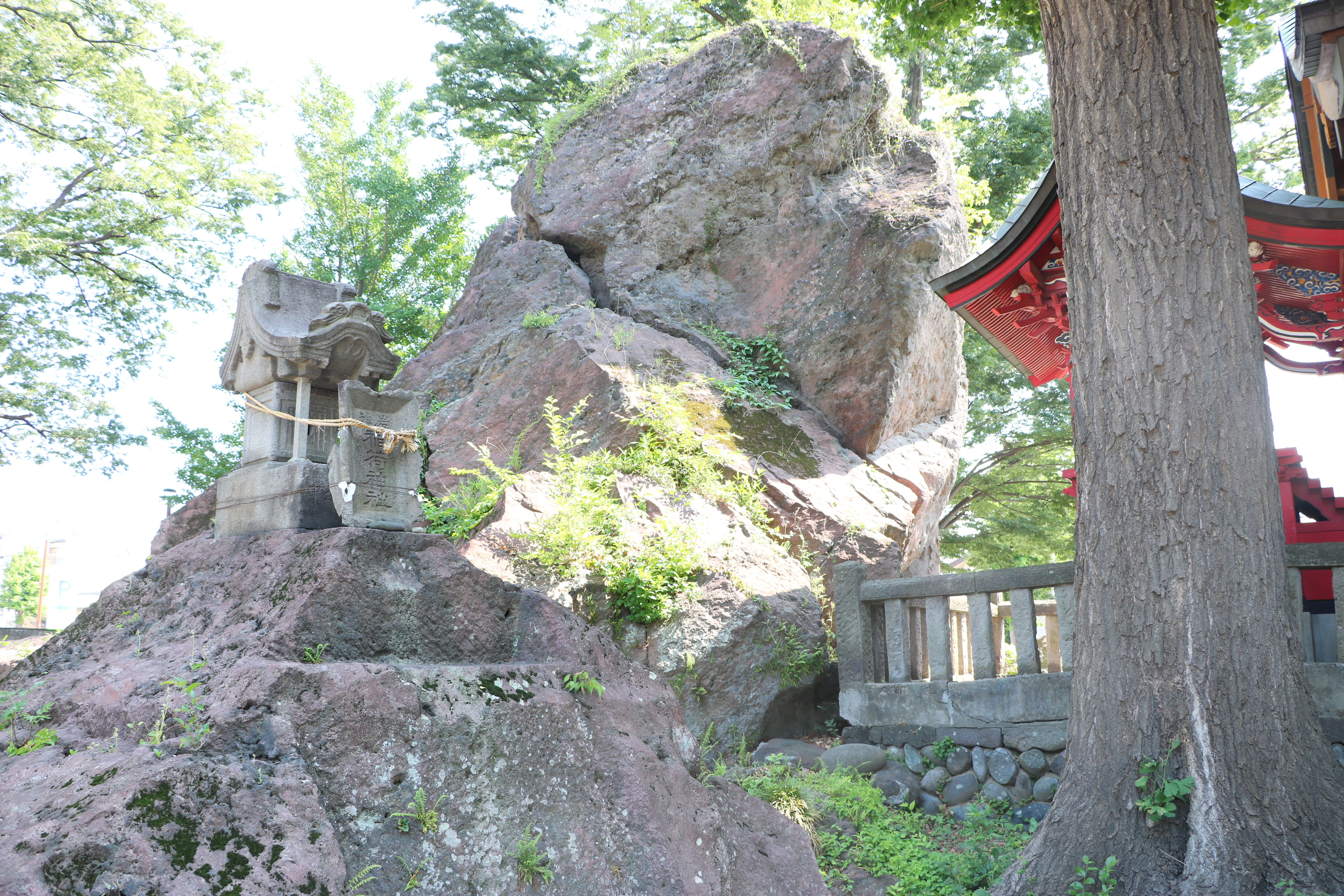
岩神の飛石南西側の岩盤上に設けられた石宮。2018年6月2日撮影。

ここでも古くからの伝承を元にしており、その昔、岩神の飛石を切り出して一儲けしようと石工がノミを入れたところ、岩から多量の血が流出したため恐れおののき、岩の傍らに小さな祠を建立し、この巨岩を神として崇め、後年になって稲荷神社となり、この地の地名も「岩神」と称することになったという。
さらに、前橋市観光協会が1974年（昭和49年）に刊行した『前橋の伝説百話』では次のように記されている。石材に利用しようとした複数人の石工が、この岩の周りに集まり、一人の石工が岩にノミを打ったが、その石工はノミを持ったまま顔を真っ青にしてうずくまってしまった。他の石工たちが駆け寄ると、ノミを入れた岩肌のところから真っ赤な血が噴き出しており、ノミを入れた石工は手がしびれ、やがて死んでしまったという。これを見聞きした土地の人々は神の祟りだと信じ、この巨岩を神として崇め、ここから「岩神」の地名になったという。
いずれも不気味な伝承であり、岩神の飛石は周辺地域の人々から長年にわたって畏怖の対象とされてきた。
太平洋戦争前に発行された「岩神の飛石」の絵葉書

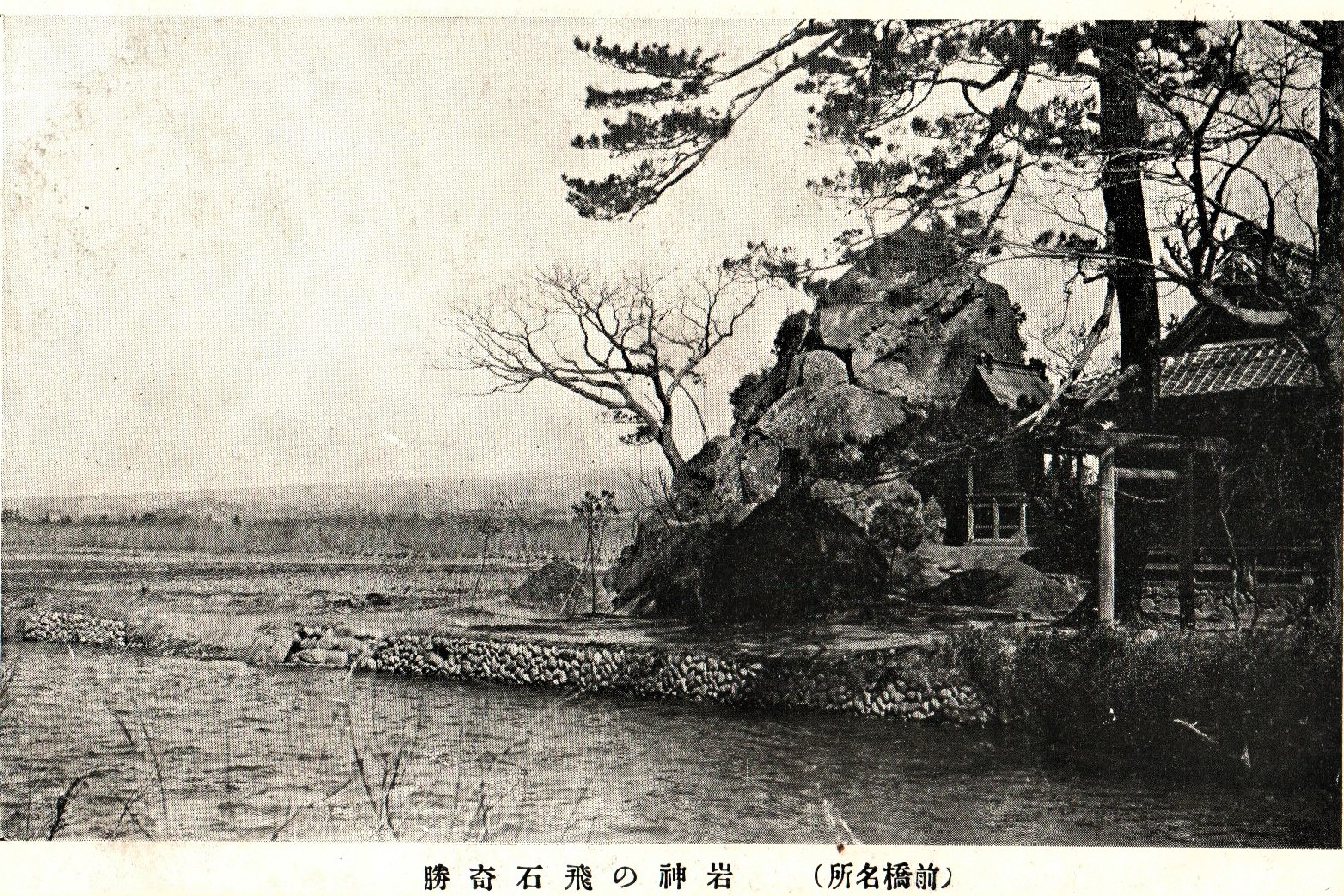
1910年（明治43年）の「一府十四県連合共進会」の時の絵葉書。河川改修される前の広瀬川が岩神の飛石の間際を流れている[22]。
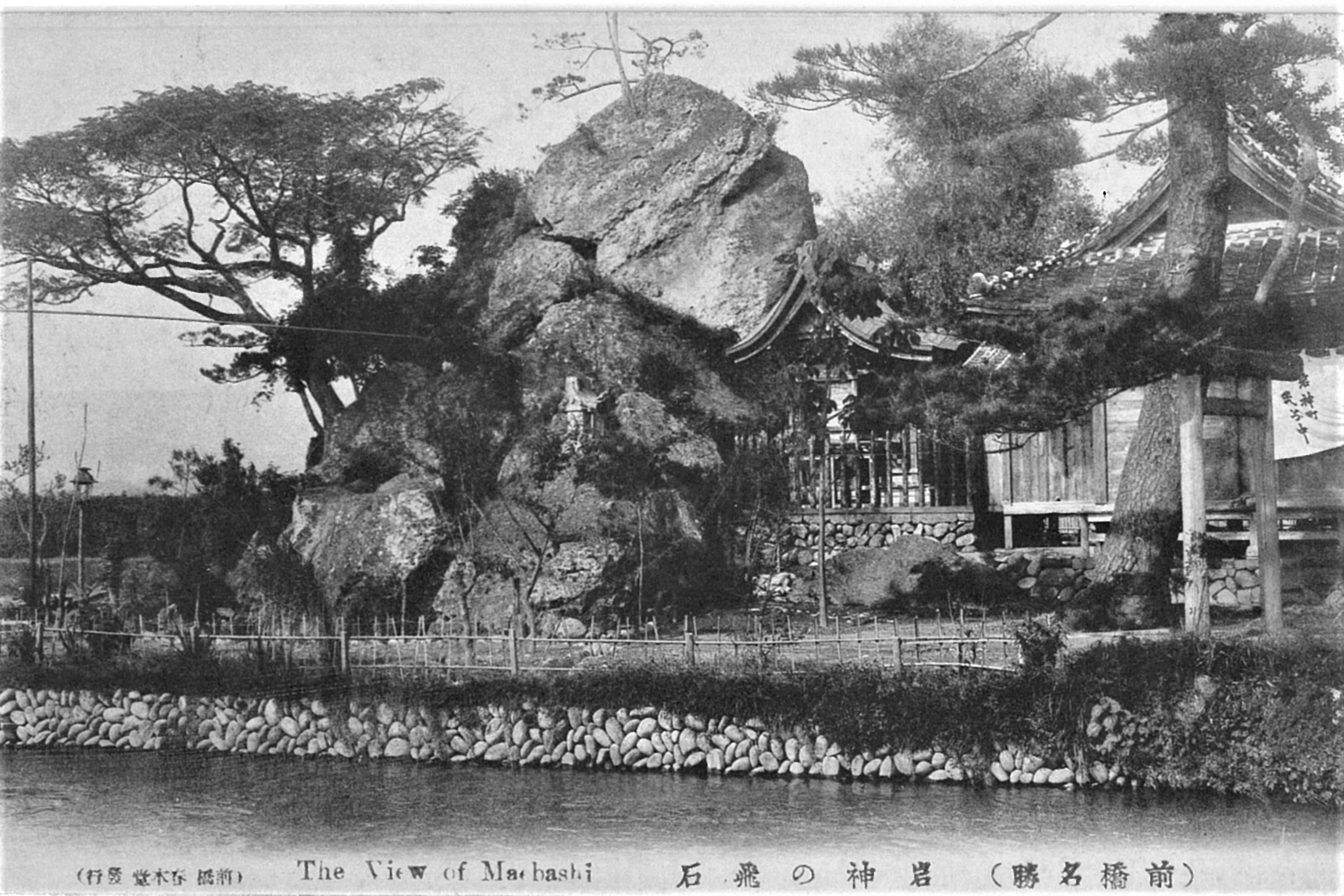
前橋名勝岩神の飛石 The View of Maebashi前橋春木堂発行と印字されている。
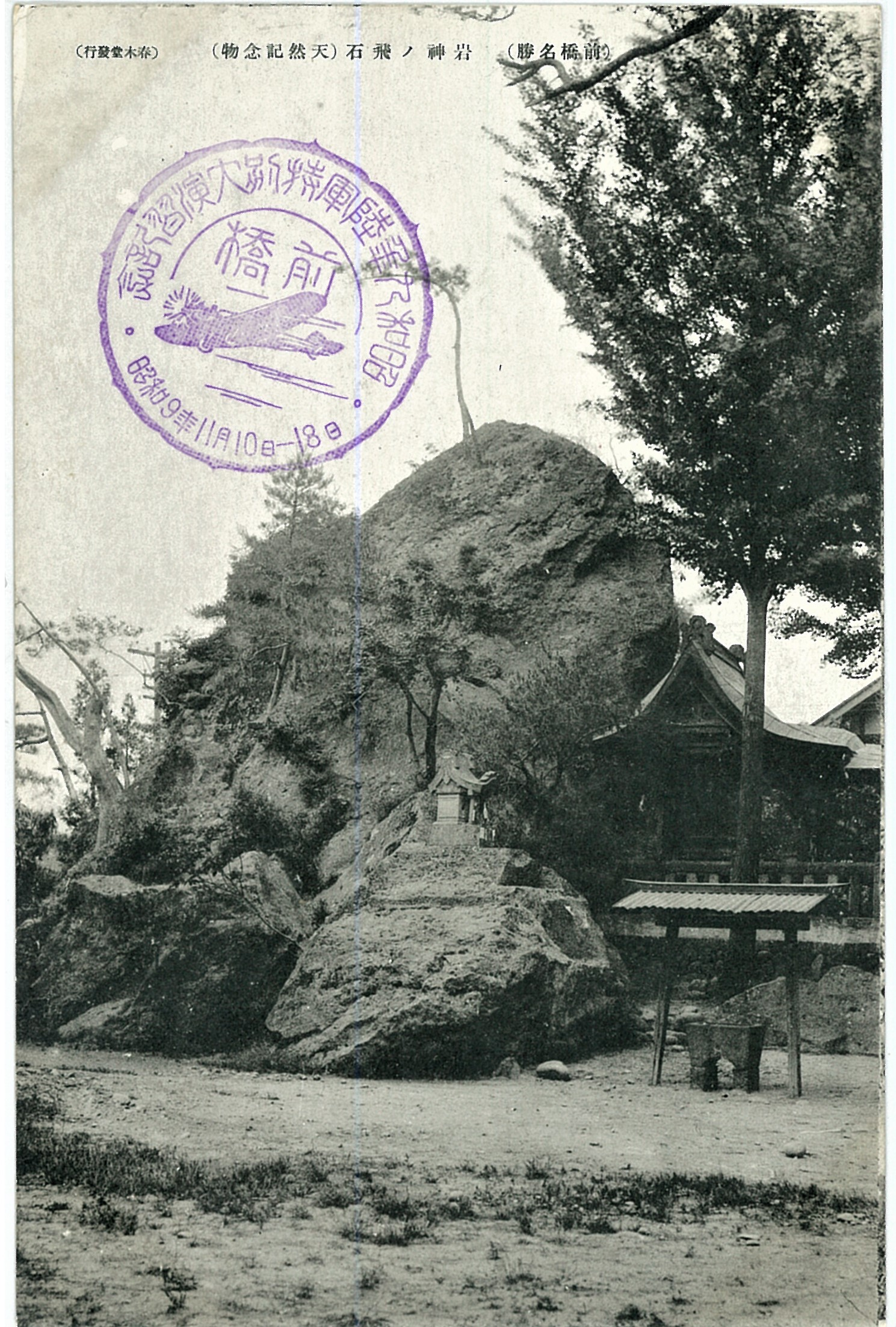
（1934年）昭和九年陸軍特別大演習記念（昭和9年11月10日 - 18日）のスタンプが押印されている。

## 昭和初期の天然記念物指定調査

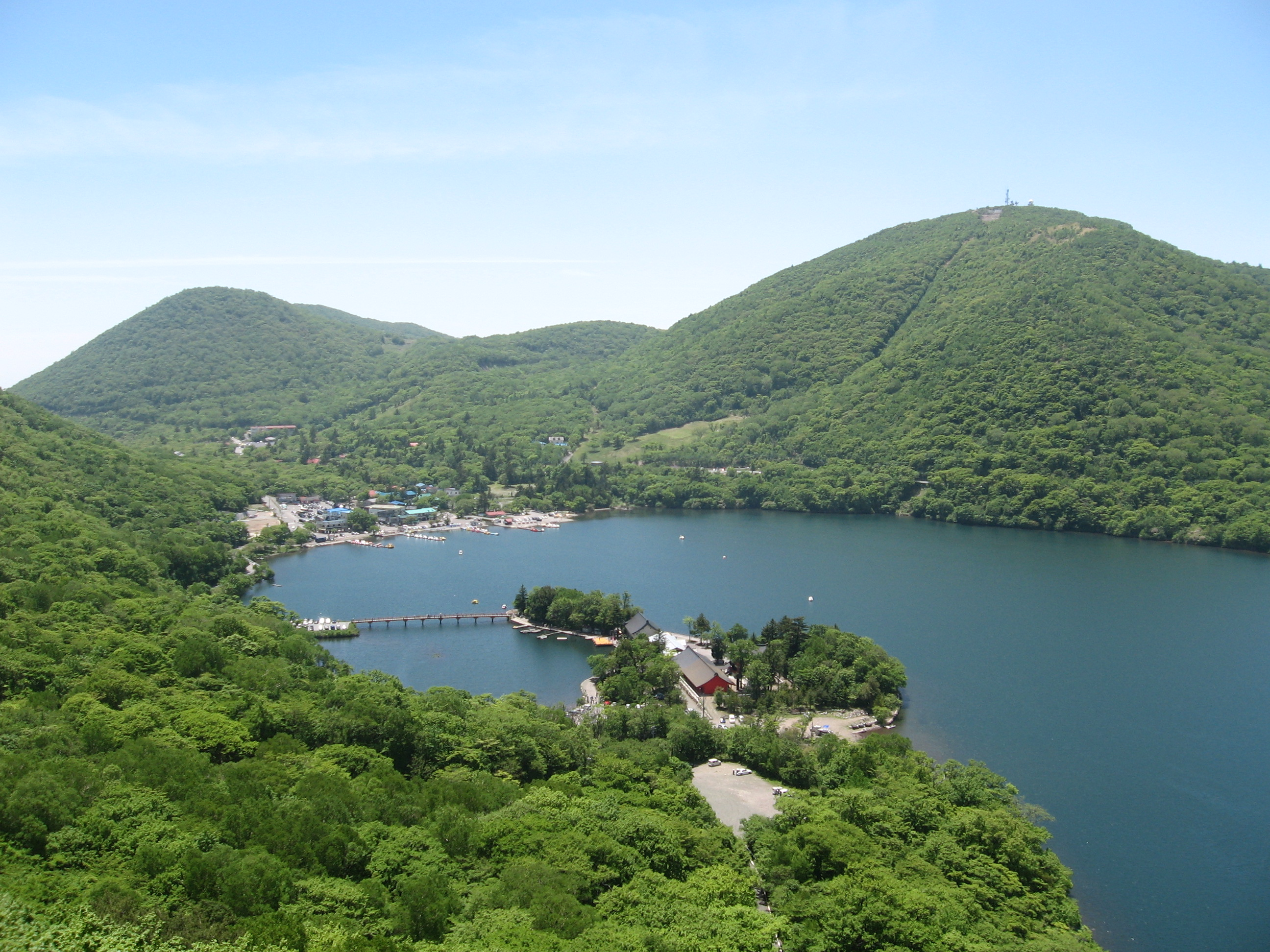
右奥の山頂が赤城山の中央火口丘でもある地蔵岳。指定当初は岩神の飛石の供給源と考えられていた。
手前の湖沼は大沼。2007年6月撮影。

岩神の飛石は群馬県内に7件ある地質系の国の天然記念物のひとつであり、1938年（昭和13年）12月14日に指定された。
天然記念物の指定に際して行われた調査の内容は、「岩神ノ飛石ノ系統ニ関スル調査」と題された手書きの報告書として作成され、文化庁に保管されている。
この報告書には作成者の名前が記載されていないが、同時期に当時の前橋市長江原桂三郎らが文部大臣松田源治に宛てた公文書の記載内容から、地質学者の脇水鉄五郎に調査が委託されたと推定されている。脇水は明治期から昭和初期の著名な地質学者で、東京帝国大学教授を退官した後、地質鉱物系の国の天然記念物指定に関わった人物としても知られており、岩神の飛石の報告書にも「脇水嘱託の実証済」という文言があることから、脇水が実際に現地調査を行い、報告書の作成にも関わったことは確実と考えられている。

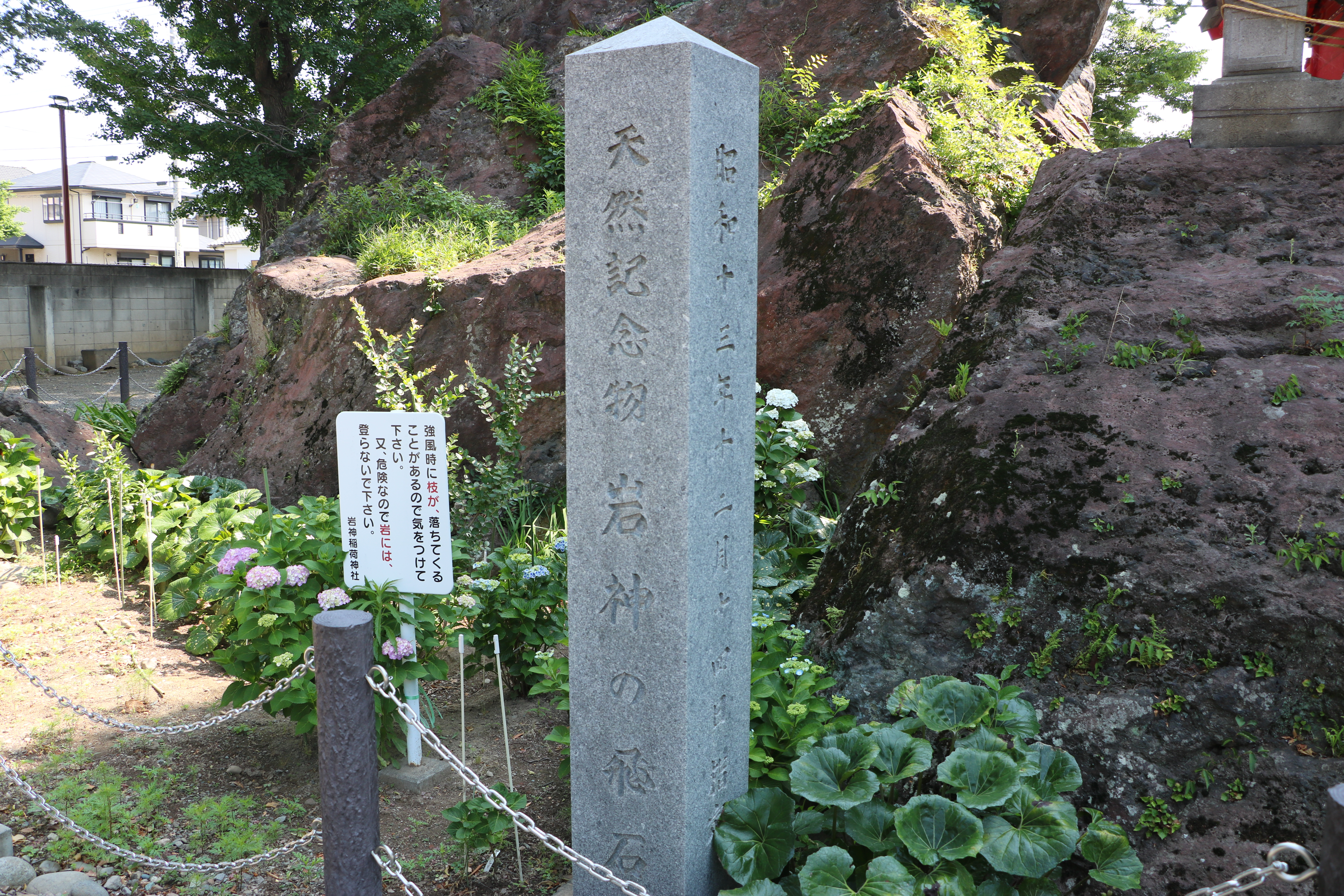
岩神の飛石天然記念物指定石碑。2018年6月2日撮影。

昭和初期に作成されたこの報告書の冒頭で、岩神の飛石の起源に関する可能性として、
1. 利根川上流から流下したという説
2. 浅間山から飛来したという説
3. 氷河による運搬説

など3つの仮説を示した上で、現地調査により考察された「赤城山起源説」を結論としている。
岩神の飛石の起源について天然記念物指定当時の学術的判断は「赤城山」であった。この判断へ至った主な根拠は2つあり、1点目は赤みを帯びた岩の外観、2点目は岩石中に含まれる角閃石斑晶（はんしょう、phenocryst）の存在であった。岩神の飛石から北西方向へ約1.3キロメートルほどの敷島公園の池の中に「お艶が岩（おえんがいわ）」と呼ばれる、赤みを帯びた同様の特徴を備える岩塊があることから、類似する岩塊を求め北東方向の赤城山山頂直下まで追跡調査が行われている。このお艶が岩も天然記念物申請に向け調査が行われ測量図が残されているが、最終的に指定には至らなかった。
報告書には、敷島公園のお艶が岩をはじめ、複数の類似する岩塊と同系統の泥流丘に番号が付された地図が添付されており、それによれば追跡調査は麓の前橋市から細ヶ澤川や赤城白川を遡り、飛石の供給源と当時推定された赤城火山の中央火口丘である地蔵岳に達している。この中央火口丘である地蔵岳は輝石と角閃石を含む安山岩で構成されており、灰白色のものと赤褐色ものがある。このうち赤褐色のものには堅固なものと粗いものがあるが、岩神の飛石は赤褐色の粗いものと同質であることから、中央火口丘の一部と外輪山の一部を破り爆裂火口をつくった噴火時の泥流によって流下したものと結論付けた。
文化庁の文化財データベースにおける岩神の飛石の解説は、今日もこの時の報告書の内容が基になっている。
このように、赤みを帯びた外観と、斑晶鉱物の角閃石という2つの共通点に着眼し、岩神の飛石と似た岩質の岩塊が赤城山の地蔵岳山頂付近まで追跡できるという根拠をもって、国の天然記念物に指定された昭和13年の段階では、浅間山由来説はもちろん存在せず、また、次節で解説する2次的移動説とも異なり、赤城山の最末期火山活動により山頂部から泥流によって旧富士見村を経由して流下し、現在地まで運ばれたものと考えられていた。

## 前橋泥流堆積物から考察される赤城山由来説の矛盾点
岩神の飛石は国の天然記念物に指定されたことにより現状が保全されたため、岩塊の一部を採取したり周囲を掘削する等の現状変更を伴う調査は容易に行うことが出来なくなった。この節では昭和中期から後期にかけ、地質学者、火山学者らにより、前橋市周辺地下の地層に含まれる火山性泥流や、群馬県下の広域に散在する類似した火山岩など、地質学的な観察に基づく資料を読み解いて立てた、岩神の飛石の起源考察について解説する。

### 前橋台地と前橋泥流

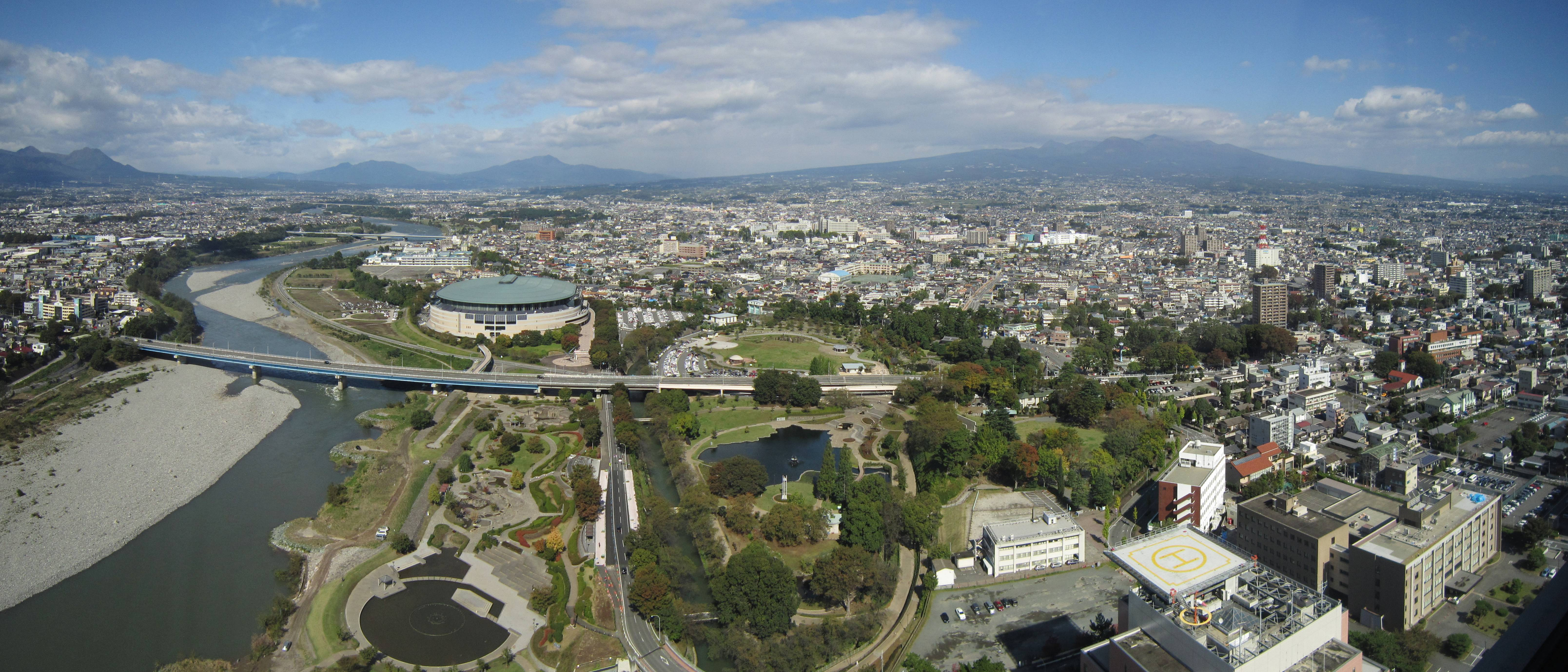
群馬県庁舎展望ホールより見た前橋市街地北部。前橋市街は「前橋泥流」「前橋台地」の上面に形成されている岩神の飛石は画像中央付近に位置している。2013年10月27日撮影。

前橋市市街地のおおまかな地形は、北東部にあたる赤城山南西麓の裾野と、南西側にあたる（現）利根川左岸の「前橋台地」と呼ばれる洪積台地、そしてこの両者の中間部にある旧利根川流路の沖積低地で構成されており、このうち岩神の飛石は旧利根川の沖積低地と現利根川の間にある前橋台地上部平坦面の標高111メートルに所在する。
前橋台地の地質は、岩神の飛石が天然記念物に指定された後の調査により、厚さ10～10数メートルの火山泥流による堆積物で構成され、この泥流の更に下方は利根川の過去の水流によって形成された扇状地堆積物からなる砂礫層が厚く堆積していることが分かり、このうち泥流の堆積物層は、「前橋泥流」と呼ばれるようになった。岩神の飛石は、その前橋泥流の上部に被さるように覆われた火山灰や砂礫・泥炭などからなる厚さ約3メートルの地層の地表面に乗っていて、岩塊の基部は地中に埋もれているが、前述したように国の天然記念物であるため、岩塊に隣接した地表を掘り返す調査は制限されていたため行うことが出来ず、岩塊の埋没部の深さなどは長年にわたり不明であったが、後述する2013年から行われたボーリング調査により詳細な分析が行われた。

### 赤城山起源2段階流下説

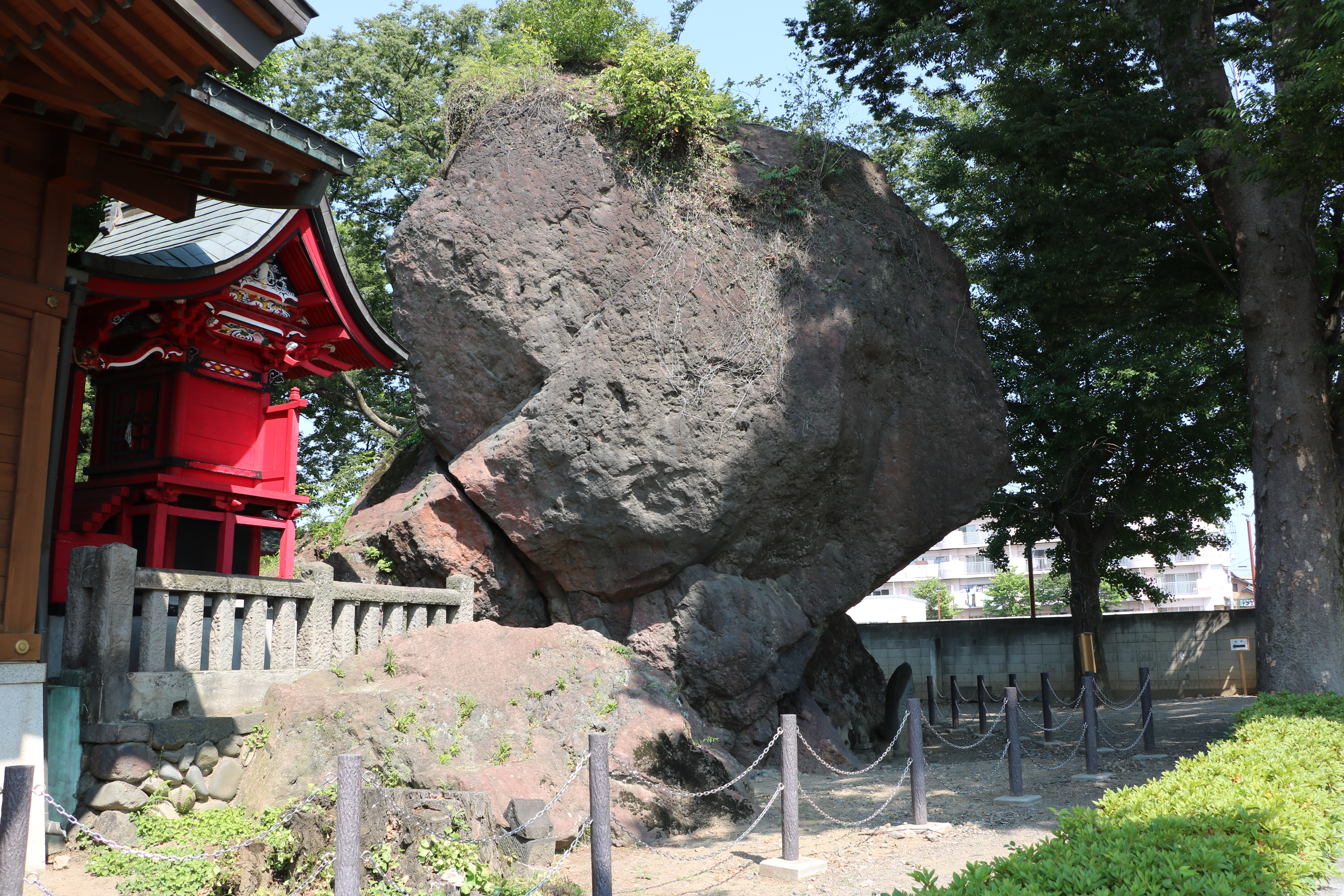
岩神の飛石。南東側からの撮影。2018年6月2日撮影。

群馬大学の火山学者である新井房夫（後の同大名誉教授 ）は、1960年代より前橋泥流の詳細な調査を行った。新井は放射性炭素年代測定で得られた樹木片の年代値から、前橋泥流が堆積した年代は約24,000年前と推定し、堆積物に含まれる岩片と、その間を埋める火山灰質の割合が4対6ほどであり、この火山岩の角礫がガラス質の複輝石安山岩であるという共通点を見出し、前橋泥流堆積物の基質となる重鉱物の特徴をつかんだが、この特徴的な岩石・鉱物は浅間火山のそれに類似していたため、前橋泥流は赤城火山や榛名火山など前橋に隣接する火山群ではなく、前橋から遠く離れた浅間山方面から流れてきた可能性が高いことが分かった。
このことは岩神の飛石の起源を考察する上で大きな問題となった。前橋泥流が浅間山由来の火山泥流堆積物であるのなら、岩神の飛石は浅間山方面から運ばれてきたものと考えるのが自然であり、前橋泥流の上面に岩神の飛石が乗っている事実は、これまで考えられてきた「赤城山方面から運ばれた」とする赤城山起源説では説明することが出来ず矛盾してしまう。その一方で、岩神の飛石の起源が簡単に浅間山からのものと言い切ることも出来なかった。昭和初期の報告書ですでに「浅間山には岩神の飛石と同質の岩石がない」と報告されているように、浅間山の主な岩質は複輝石安山岩であって、岩神の飛石に含まれる角閃石は、浅間山火山の中でも仏岩溶岩流と小浅間溶岩円頂丘といったデイサイトに限られていて、前橋泥流の発生の発端と考えられる浅間火山外輪山の（カルデラ縁）黒斑山の岩質も複輝石安山岩であって角閃石は含まれていない。
この矛盾点の解消を考えた新井は、もともと坂東橋付近に留まっていた赤城山由来の岩神の飛石が、24,000年前の浅間山方面からもたらされた前橋泥流によって2次的に押し流されて、現在地まで運ばれたとする、赤城山起源2段階流下説とも称すべきシナリオ、仮説を提唱した。
坂東橋とは前橋市街地と渋川市を結ぶ国道17号の利根川に架かる橋で、岩神の飛石から北北西に約8キロメートル上流の位置にある。坂東橋の左岸（東岸）は赤城山西麓の末端部にあって、周辺一帯には赤城山から流れてきた複数の流れ山があり、新井はこれらの基盤となる岩質の一部分に、岩神の飛石と類似している場所を見つけた。この坂東橋東岸一帯の流れ山は「橘山」や、その800メートルほど南の田口町 (前橋市)の一角にある直径100メートルほどの小さな丘で今日も残存している。
この類似する岩石は赤城火山の噴火口付近で溶けて固まった溶岩が集積した岩塊で、かつては赤城火山のカルデラが形成される10万年以前に火口付近にあったものと考えられていた。昭和初期の報告書でも、これら赤城火山山頂付近（現、地蔵岳）にあった、角閃石を含む岩塊群が、南西方向の山麓へ向かって泥流とともに流れ下ったと想定しているが、前述したように前橋泥流の堆積物が浅間山方面からのものであることから、赤城火山山頂付近から一気に岩神の飛石のある前橋市街地付近まで流されたのではなく、流れ山や岩塊群として坂東橋付近で一旦とどまった後、浅間山方面からの泥流、あるいは洪水に巻き込まれ、その一部が2次的に前橋市街地付近まで移動したと新井は考えた。
一方で、同じ赤城火山で後年になって発生した別の泥流により2次的に押し流されたとする仮説もあり、火山学者の守屋以智雄は新井との共著『赤城火山の生い立ちと将来の噴火』（1993年）の中で、地蔵岳の中央火口丘形成の『最終活動』は約2万年ほど前であると考えられることから、坂東橋付近に留まっていた赤城山由来の飛石が、同じ赤城山火山で活動最周期の2万年ほど前に発生した泥流により2次的に移動したものだとすると、樹木片の放射性炭素年代測定から2万4千年とされる前橋泥流の4千年ほど後に発生したこととなり、前橋泥流の上面に岩神の飛石が存在することと矛盾しないと考えることもできた。
しかし、赤城火山も浅間火山も主体となる岩質は複輝石安山岩であり、岩質の主成分の組織は全体的に類似しているため、これらを比較して起源を特定するのは難しく、赤城山起源説の要因として着目された角閃石についても、泥流の発生源として考えられた浅間山の外輪山黒斑山には確かに見られないが、仏岩や小浅間といった浅間山のデイサイト（溶岩円頂丘）には含まれることから、これらから派生した岩塊が黒斑山の泥流に巻き込まれたと考えることも可能であり、結局のところ、岩質だけを判定基準に起源を確定させるのは厳密な意味では無理があった。

### 類似する複数の赤石
岩神の飛石に類似する利根川から吾妻川の流域にかけて散在している赤褐色の外観をもつ大小複数の岩塊についても調査が行われた。岩神の飛石にほど近い前橋市内の敷島公園の池にある「お艶が岩」、岩神の飛石から更に標高の低い高崎市の烏川中州にある「聖石」（ひじりいし）、吾妻川沿いにある中之条町の「とうけえ石」など群馬県内各所の赤石の調査が行われた。類似する赤石は浅間山の南麓にあたる長野県にも及んでおり、佐久市塚原の赤岩弁天堂の境内にある「赤岩」は、群馬県下の赤石とは反対側の浅間山南斜面を流下した岩塊と推定され、周辺には外観がよく似た小さな岩塊も多数存在することも確認された。このように浅間山の火山活動によって移動したと考えらえる岩塊は群馬県側だけでなく、長野県側を含む広い範囲に散在していることが分かってきた。
岩神の飛石に類似する主な岩塊の所在位置を上記の地図上に示したが、このうち渋川市にある「金島の浅間石」（群馬県指定天然記念物）は、1783年に発生した天明大噴火によって浅間山方面から流されてきたものであることが古文書等の記録や伝承により確認されている。その一方で岩神の飛石をはじめとする他の岩塊の供給源については確実な記録が存在せず、ここまで述べてきたように火山岩の主成分組織の対比による判別では、厳密な意味での供給源の確定は不可能であるため、岩石の特徴と前橋泥流との関係や、地質学的な観察に基づく資料を読み解いて立てた仮説に過ぎなかった。

## 2013年度から行われた岩塊採取を伴う調査
天然記念物の現状変更を伴う調査は、2013年度（平成25年度）から2015年度（平成27年度）にかけ、前橋市教育員会によって「岩神の飛石環境整備事業」として実施された。調査内容は多岐にわたり、それらの考察や検証作業は「岩神の飛石環境整備事業」のメンバーだけでなく、複数の外部専門家研究者らにも採取した試料が提供された。この節では2013年度より始まった、周辺の地下ボーリング調査や、岩塊の一部を採取して行われた調査について解説する。

### 岩体隣接部の地下ボーリング調査
岩神の飛石に隣接した5か所（柱状図5本）のボーリング調査は「岩神の飛石環境整備事業」の一環として2014年（平成26年）に実施された。このボーリング調査では既存のデータである群馬県建設技術センターが所蔵する柱状図（群馬県全域7,808本、前橋市内1,467本）と前橋市水道局提供の2本、そして今回の岩神の飛石地質調査業務委託によって行われた5本、これら膨大なデータの中から調査に適した条件に合致した53本の柱状図データの分析調査が行われた。
今回の調査では「赤城山」「榛名山」「浅間山」といった北関東地方周辺の火山活動に由来するテフラと呼ばれる火山灰の分析や、火山ガラス比の分析も行われた。その結果、この前橋泥流は火山岩の角礫と微細な火山物質が混ざり合っていることと、流下の際に巻き込まれたと考えられる樹木片が多数含まれていることが分かったが、この樹木片には炭化が見られないことから、岩神の飛石の周辺に到達した泥流は低温であったと推定された。また、今回の2014年の調査で採取された樹木片の放射性炭素年代測定では22,000年（±120年）～22,150年（±130年）という数値が得られたが、これは次節で解説する1960年代に測定された数値よりも若干新しい年代であった。

### Sr同位体比による供給源の考察

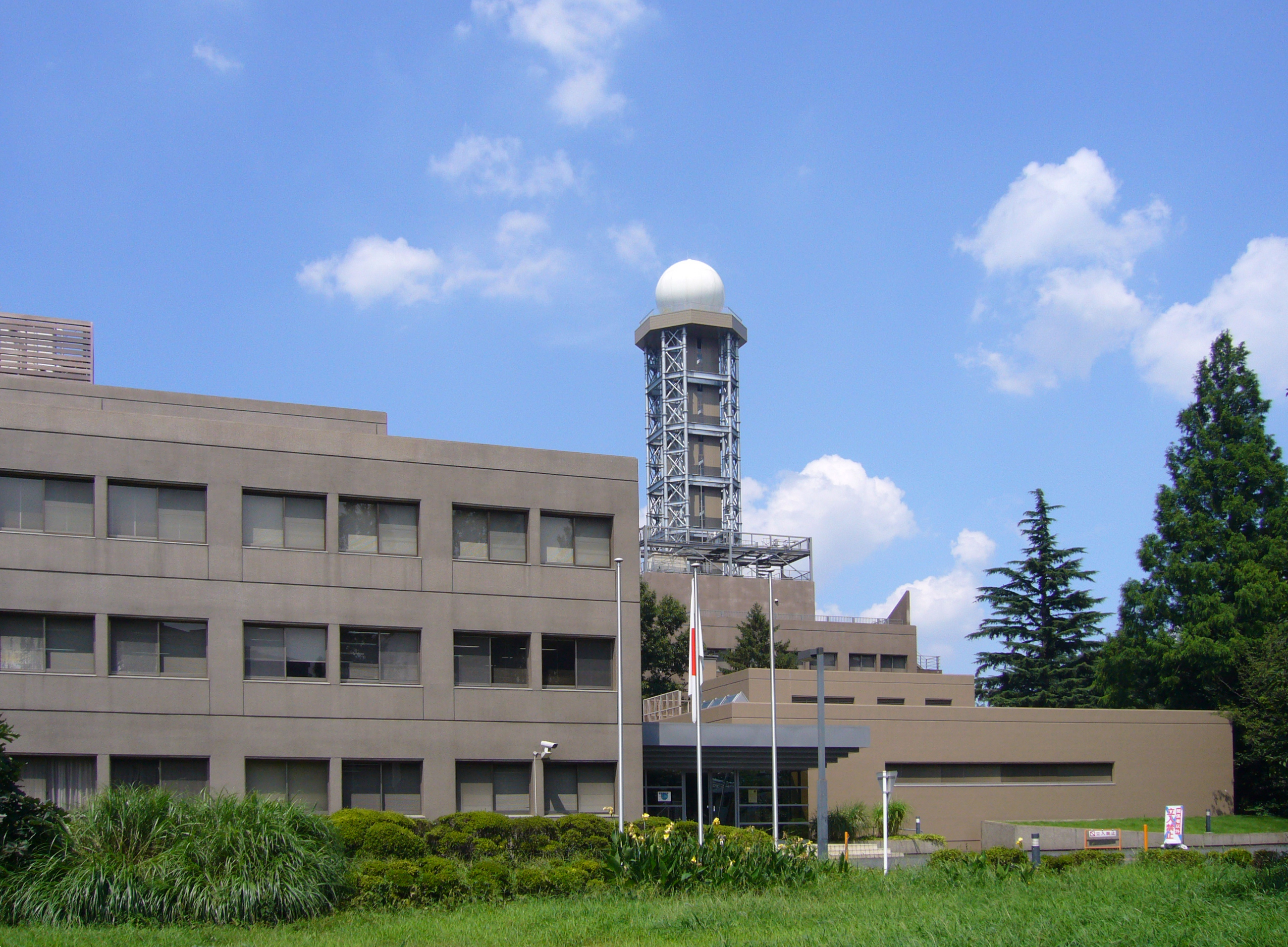
気象庁気象大学校。千葉県柏市。

気象庁気象大学校（当時）の佐藤興平は、諸説ある「岩神の飛石」の供給源の解明について、岩塊のストロンチウム同位体比の測定という、これまでの調査では行われることのなかった「同位体比から供給源を特定できる」可能性があることを指摘した。
佐藤がこの着想を得た根拠は、既存の研究や測定によって群馬県とその周辺火山の岩質のSr同位体組成の特徴が1980年代に判明していることと、論争となっている「赤城火山」と「浅間火山」の87Sr/86Sr同位体比とでは数値が際立って異なっていることで、これは「榛名火山」についても同様で、これら3つの火山の同位体比データは重複することがない。同位体比では形成された時代の特定はできないものの、少なくとも供給源については「赤城」なのか「浅間」かを容易に特定できると考えた。
地理的に岩神の飛石の供給源となる可能性がある、前橋へ泥流や砕屑物を供給し得る利根川流域上流経路に存在する火山群は、次の3グループに大きく分けられる。
1. 群馬県北東部（日光白根山・武尊山など）
2. 群馬県中央部（赤城山・榛名山など）
3. 群馬県北西部（浅間山・草津白根山など）

| 火山群       | 火山名     | 位置/座標                          | 第四紀の地質時代       | 主な岩質                   | 87Sr/86Sr同位体(range) | 87Sr/86Sr同位体(average) |
| ------------ | ---------- | ---------------------------------- | ---------------------- | -------------------------- | ---------------------- | ------------------------ |
| 群馬県北東部 | アヤメ平   | 北緯36度54分3秒 東経139度14分42秒  | Q1(1.6Ma)              | 安山岩、デイサイト         | 0.70491                | 0.70491                  |
| 群馬県北東部 | 日光白根山 | 北緯36度47分55秒 東経139度22分33秒 | Q3-H(<0.02Ma)          | デイサイト                 | 0.70593                | 0.70593                  |
| 群馬県北東部 | 皇海山     | 北緯36度41分24秒 東経139度20分13秒 | Q1(1.6-0.9Ma)          | 安山岩、デイサイト         | 0.70639                | 0.70639                  |
| 群馬県北東部 | 武尊山     | 北緯36度48分19秒 東経139度07分57秒 | Q1(1.2-1.0Ma)          | 安山岩、デイサイト         | 0.0516-0.70577         | 0.70549                  |
| 群馬県中央部 | 赤城山     | 北緯36度33分37秒 東経139度11分36秒 | Q2-Q3(<0.3Ma?)〔ママ〕 | 玄武岩、安山岩、デイサイト | 0.70643-0.70877        | 0.70748                  |
| 群馬県中央部 | 子持山     | 北緯36度35分31秒 東経138度59分52秒 | Q1-Q2(0.9-0.2Ma)       | 安山岩                     | 0.70555-0.70568        | 0.70562                  |
| 群馬県中央部 | 小野子山   | 北緯36度34分51秒 東経138度56分13秒 | Q1(1.3-1.2Ma)          | 安山岩                     | 0.70523-0.70584        | 0.70560                  |
| 群馬県中央部 | 榛名山     | 北緯36度28分38秒 東経138度51分02秒 | Q2-H(<0.5Ma)           | 玄武岩、安山岩、デイサイト | 0.70488-0.70557        | 0.70523                  |
| 群馬県北西部 | 鼻曲山     | 北緯36度24分39秒 東経138度38分43秒 | G-Q-2(2.7-0.6Ma)       | 安山岩                     | 0.70419-0.70423        | 0.70421                  |
| 群馬県北西部 | 浅間山     | 北緯36度24分23秒 東経138度31分23秒 | Q3-H(<0.13Ma)          | 安山岩、デイサイト         | 0.70416-0.70430        | 0.70421                  |
| 群馬県北西部 | 草津白根山 | 北緯36度38分38秒 東経138度31分40秒 | Q2-H(<0.6Ma)           | 安山岩                     | 0.70396                | 0.70396                  |
| 群馬県北西部 | 四阿山     | 北緯36度32分30秒 東経138度24分47秒 | Q1-Q2(0.9-0.3Ma)       | 安山岩                     | サンプルなし           | サンプルなし             |

| サンプル№ | 87Sr/86Sr同位体 | Error (2σ) |
| --------- | --------------- | ---------- |
| IG-1      | 0.704163        | 0.000013   |
| IG-2      | 0.704140        | 0.000014   |
| IG-3      | 0.704160        | 0.000010   |
| IG-4      | 0.704146        | 0.000013   |
| 平均値    | 0.704152        | 0.000011   |

しかし前述したとおり「岩神の飛石」は国の天然記念物であり、試料の採取は文化財保護法上の問題もあって容易なことではなかった。ところが偶然にも前橋市教育委員会（次節で解説する）により、一部の岩塊の採取を伴う調査が行われることとなった。この調査は2011年に発生した東日本大震災にともなう、岩神の飛石の強度、安全性への懸念からで、前橋市でも最大震度5強を観測する大きな揺れが複数回あったことから、児童生徒らも行き交う住宅街の一角にある岩神の飛石の状態について心配する声が上がり、地元昭和町 (前橋市)町自治会を通じて「飛石の亀裂に変化があったのではないか」とする地域住民からの声が寄せられた。
このように、調査のきっかけこそ安全性の確認からであったが、「岩神の飛石」の環境整備等は1976年度（昭和51年度）に囲柵や標識・解説板の整備が行われた後、30年以上にわたり実施されておらず、前橋市は考古学的な観点も含め、改めて精巧な図面の作成や岩石の分析調査を行うこととし、文化庁の承認を得た上で、岩塊から試料を採取することになった。
Sr同位体比による供給源調査を提唱した気象大学校の佐藤は、ちょうどこの頃、文化庁審議会の天然記念物委員会の委員に委託されていたが、文化庁の承認は事務局レベルの判断で行われていたため、今回の「一部分の採取」という個別案件は知らされていなかったという。したがって前橋市教育委員会による岩神の飛石の採取はまったくの偶然であった。
採取された試料の提供を受けた佐藤は、Sr同位体比の測定と全岩化学組織の分析を行った。後に採取跡が目立たないよう、採取されたのは「岩神の飛石」の中央の岩陰付近であり、岩神稲荷の社殿の真後の部分にあたる。

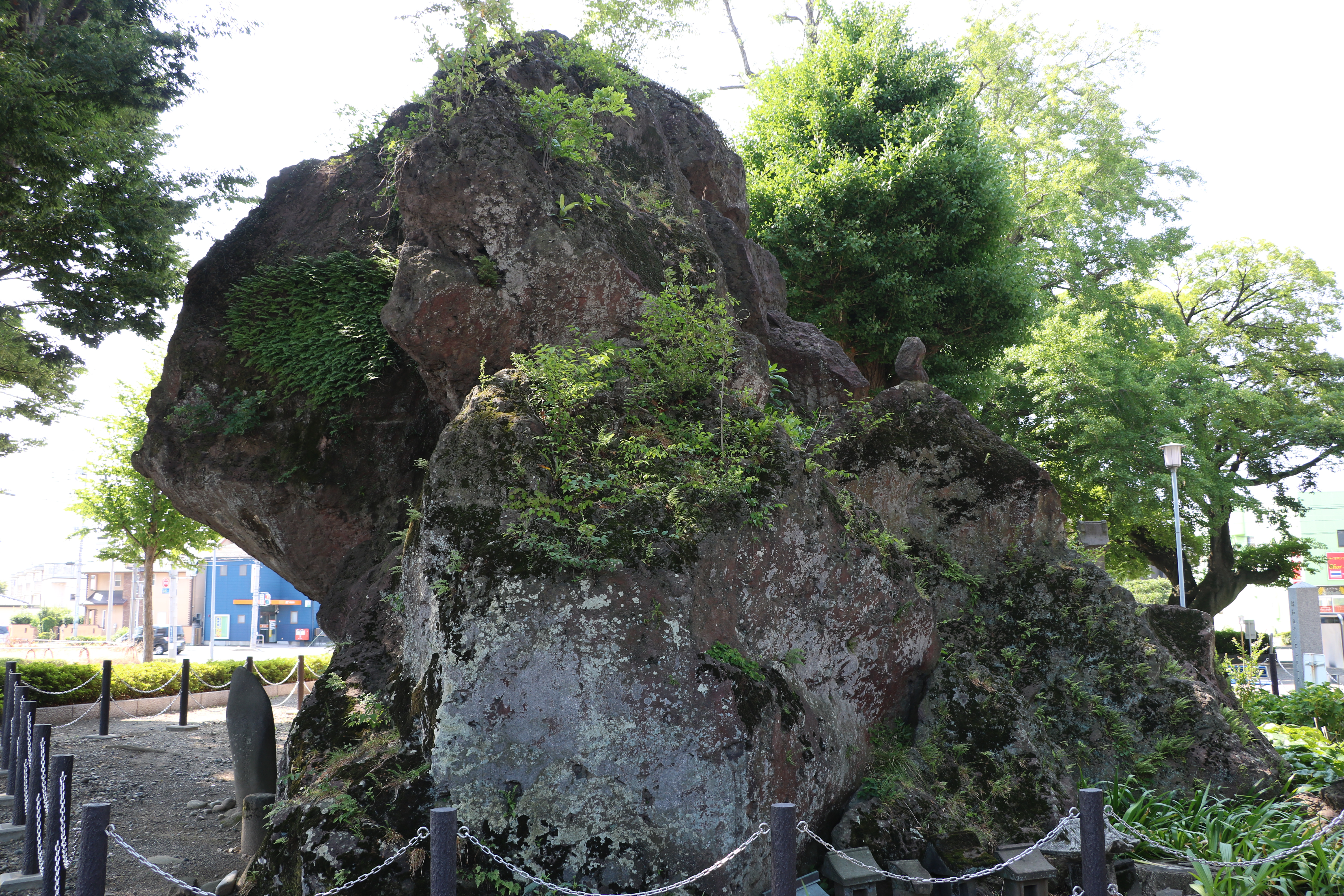
岩神の飛石。北東側から撮影。2018年6月2日撮影。

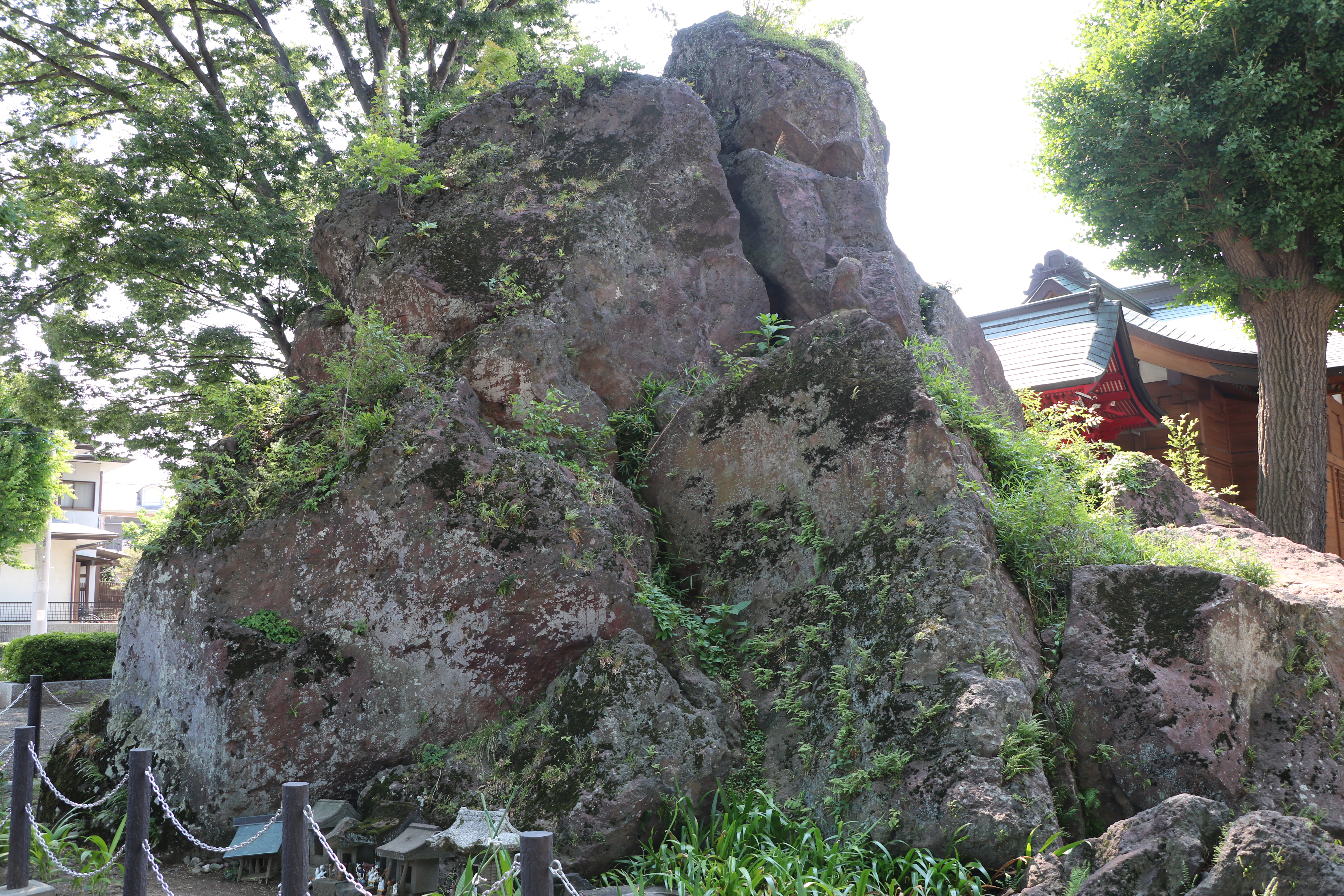
岩神の飛石。北西側から撮影。2018年6月2日撮影。

採取された4つの岩片サンプル（試料）を用いた主成分の分析が行われた。全岩化学組成の測定は名古屋大学宇宙地球環境研究所に設置された蛍光X線分析装置（Shimazu XRF1800）を用いて行われ、その結果得られたデータは浅間火山の火成岩の化学組織と調和的であった。そして問題の87Sr/86Sr比の測定には、同じ名古屋大学に設置された表面電離型磁場型質量分析計（VG Sector 54-30）を使用し、測定値は86Sr/88 Sr＝0.1194で規格化した。この測定により得られた「岩神の飛石」の87Sr/86Sr比を右記の表に示すが、これらは既に判明している「赤城山」「浅間山」等の既存データと比較すると、これまで供給源とされてきた赤城山火山とは「かけ離れて」おり、浅間山火山のデータとほぼ一致することが確認された。
「岩神の飛石」と赤城山・榛名山・浅間山および近傍の火山岩の87Sr/86Sr比の比較
| 試料 n=測定試料数 |                  | |  |                        |  |  |  |  |                   |                        |  |  |  |  |  |  |  |  |  |                   |
|                   |                  | |  | 岩神の飛石 IG-1（n=1） |  |  |  |  |                   |                        |  |  |  |  |  |  |  |  |  |                   |
|                   |                  | |  |                        |  |  |  |  |                   |                        |  |  |  |  |  |  |  |  |  | 赤 城 山 （n=12） |
|                   |                  | |  |                        |  |  |  |  |                   | 小野子・子持山 （n=7） |  |  |  |  |  |  |  |  |  |                   |
|                   |                  | |  |                        |  |  |  |  | 榛 名 山 （n=11） |                        |  |  |  |  |  |  |  |  |  |                   |
|                   |                  | |  | 浅 間 山 （n=12）      |  |  |  |  |                   |                        |  |  |  |  |  |  |  |  |  |                   |
|                   | 八 ヶ 岳 （n=5） | |  |                        |  |  |  |  |                   |                        |  |  |  |  |  |  |  |  |  |                   |
|                   | 富士山 （n=8）   | |  |                        |  |  |  |  |                   |                        |  |  |  |  |  |  |  |  |  |                   |
|                   |                  | この表は「87Sr/86Sr比」を対比させるため、おおよその数値を視覚化したもの。 岩神の飛石と浅間火山の数値はほぼ一致している。一方、従来供給源と考えられていた赤城火山の数値は明らかに異なる。 |  |                        |  |  |  |  |                   |                        |  |  |  |  |  |  |  |  |  |                   |

### TL年代測定（熱ルミネッセンス法）による供給源の考察

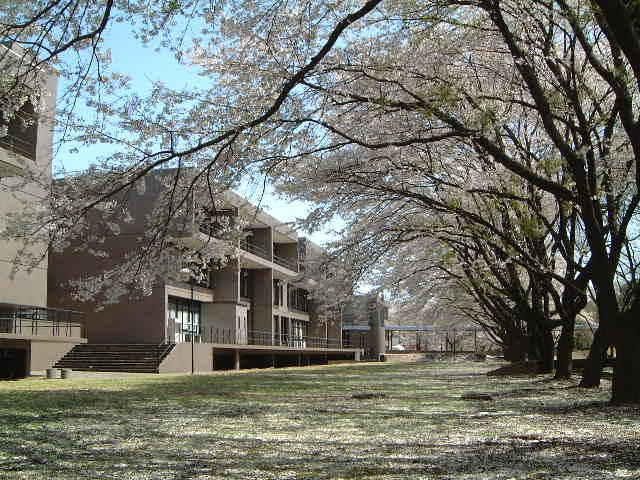
立正大学地球環境科学部のある熊谷キャンパス。埼玉県熊谷市。

立正大学地球環境科学部の下岡順直は、岩神の飛石の形成された年代を調べるため「熱ルミネッセンス法」（以下、TL法と略す）による測定を、前橋市教育委員会による「岩神の飛石環境整備事業」の一環として行った。
TL法とは鉱物が噴火などの現象で加熱されることによって、それまで蓄積された放射線量が一旦リセット（タイムゼロイング）される現象を利用し、そこから今日に至るまでに浴びた自然放射線量（蓄積線量）を、1年間で被ばくする放射線量（年間線量）で除算することで年代を求める方法で、元々は遺跡で発掘された土器など、考古学の世界で1960年頃から使用されていた年代測定法であったが、1980年代から溶岩や火山灰の年代測定としても用いられ始めた。
下岡は2003年（平成15年）に、岩神の飛石から南南西方向にあたる高崎市烏川の中州にある「聖石（ひじりいし）」と、少し下流に架かる佐野橋の南側河川敷にある溶解した紫色集岩塊（通称「赤石」）についてTL法を使用した年代測定を行っており、これらの岩塊が22,000年前から34,000年前という絶対年代を得ていた。
| 試料名          | 蓄積線量 (Gy) | 年間線量 (mGy/年) | TL年代 (Ka) | 測定方法     |
| --------------- | ------------- | ----------------- | ----------- | ------------ |
| 聖石(1)         | 43.2±7.8      | 1.98±0.11         | 22±4.1      | Poly-mineral |
| 聖石(2)         | 46.3±6.7      | 1.98±0.11         | 23±3.6      | 微粒子法     |
| 佐野橋南赤石(1) | 74.1±19.6     | 2.17±0.11         | 34±9.2      | Poly-mineral |
| 佐野橋南赤石(2) | 69.2±6.9      | 2.17±0.11         | 32±3.6      | 微粒子法     |

| 試料名             | みかけの 総被ばく線量 (Gy) | U (ppm)   | Th (ppm)  | K (wt％)  | 年間線量 (mGy/年) | TL年代 (Ka) |
| ------------------ | -------------------------- | --------- | --------- | --------- | ----------------- | ----------- |
| 岩神の飛石         | 11                         | 0.29±0.36 | 2.36±1.33 | 0.77±0.15 | 1.40±0.20         | -           |
| とうけえ石         | 4                          | 0.43±0.24 | 0.45±1.84 | 0.33±0.15 | 0.76±0.21         | -           |
| 坂東橋東岸の露頭   | 103                        | 0.23±0.24 | 2.08±1.87 | 0.87±0.15 | 1.44±0.21         | -           |
| 佐久市の赤岩弁天堂 | 24.2±3.1                   | 0.23±0.31 | 3.37±1.21 | 0.43±0.15 | 1.17±0.18         | 21±4        |
| 烏帽子岳山頂       | 18                         | 0.50±0.33 | 4.67±1.86 | 1.24±0.15 | 2.31±0.22         | -           |

「岩神の飛石環境整備事業」の一環として採取された試料は、岩神の飛石に類似する複数の赤褐色の岩石とともに群馬県立自然史博物館の協力を得て、TL法による測定被ばく線量の測定が行われた。
菅原が採取した類似岩塊の試料のうち、比較対象として適した4つの試料（岩神の飛石を含めると計5つ）の測定結果を右記の表に示す。
測定された類似する岩塊は
1. とうけえ石[† 3]（中之条町指定天然記念物）
2. 坂東橋東岸の露頭で採取された赤褐色溶岩
3. 佐久市の赤岩弁天堂の赤褐色岩
4. 烏帽子岳 (上田市・東御市)山頂の赤褐色溶岩

以上の4つである（位置は上記「#類似する複数の赤石セクション」の地図を参照のこと）
測定の結果、これらの試料には特徴的な挙動が見られた。このうち「坂東橋の東岸露頭」のみが他とは明らかに異なる103Gyという線量値を示しており、岩神の飛石をはじめ、ここで比較した他の赤褐色岩塊試料の被ばく線量は4Gyから24Gyと見積もられた。これは下岡が2003年（平成15年）に測定していた高崎市内の「聖石」「佐野橋南の赤石」と矛盾する数値ではない。このように「坂東橋の東岸露頭」については赤城山起源と考えられ、「岩神の飛石」を含むその他の岩塊試料の被ばく線量が同じような挙動を示すことから、「岩神の飛石」は浅間山起源と考えるのが妥当と判断された。
ただ、今回使用された試料はポリミネラル試料と呼ばれる重合体（多鉱物試料）であり、TL測定ではルミネッセンスが観察されやすい長石からの反応が主にあったと想定されるため、試料のTL強度には何らかの減衰が生じた可能性があるという。そのためここで計測された蓄積線量は下岡によって「みかけの総被ばく線量」と表現されている。TL発光強度が相対的に高い長石からのTLには、異常減衰と呼ばれる現象も報告されており、他にも試料の風化による影響なども考慮しなければならなかった。
下岡は再度、岩神の飛石の風化が進んでいない、南側面中央部分付近から80グラムほどの試料を採取し、その結果を2019年（令和元年）に報告した。80グラムの風化していない試料は前回の調査時と同様、立正大学地球環境科学部において処理と測定が行われた。最初に岩片表面の太陽光に曝されている個所の除去とフッ化物の削ぎ落とし処理が暗室で行われ、最終的に約75から150µmの粒度を抽出して測定用試料とした。
TL法による測定は同じく立正大学地球環境科学部に設置されているTL/OSL測定装置NRL-99-OSTL2-KUが使用され、測定用試料へのGｙ付加照射や粉砕した岩石片の年間線量が測定された。さらに同科学部に設置されているキャンベラ製モデル7229P-7500SのGe半導体検出器を使い、岩石中のウラン、トリウム、カリウムから放出されるγ線を計測し、その値を産業技術総合研究所が提供する「岩石標準試料」から作成した検量線を用いて、放射性元素の濃度を見積もった。そこから換算した結果、岩神の飛石の年間α線量、年間β線量、年間γ線量が計算された。
風化が起こっていない、より新鮮な岩石を採取したことで、安定したTL強度が得られ、異常な減衰の影響をほとんど受けることのない、みかけの総被ばく線量ではない、測定結果が得られたという。
| 総被ばく線量 (Gy) | U (ppm)   | Th (ppm)  | K (wt％)  | 年間線量 (mGy/年) | TL年代 (Ka) |
| ----------------- | --------- | --------- | --------- | ----------------- | ----------- |
| 71.6±16.8         | 0.79±0.21 | 3.04±1.00 | 1.18±0.15 | 2.16±0.17         | 33±8        |

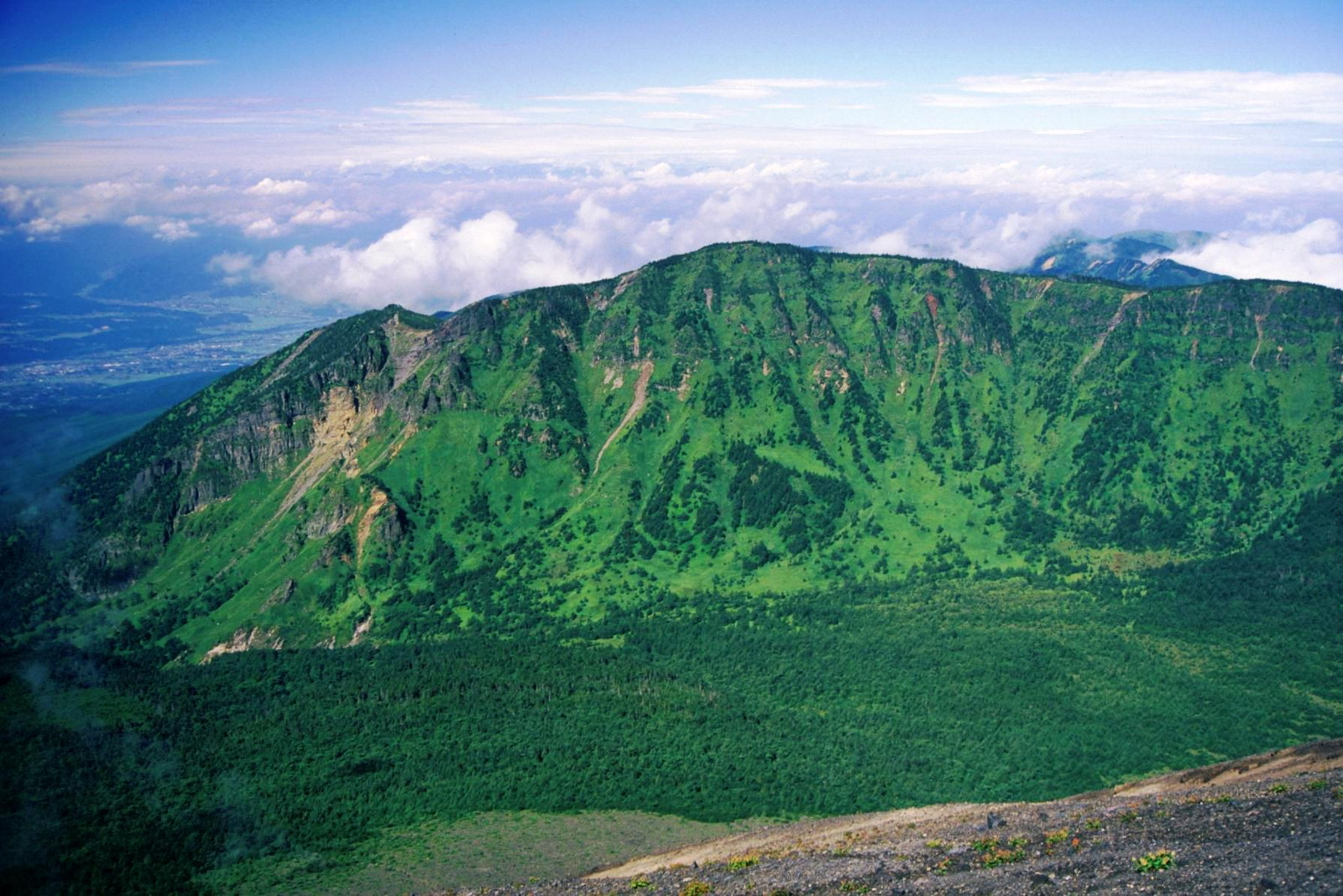
浅間山から見た黒斑山。左側の小さな突起部がトーミの頭。浅間山の外輪山である、この山の山体崩壊に伴い、岩神の飛石は前橋市中心部まで運搬された。

風化していない試料を使用した今回の測定により、岩神の飛石の被ばく線量から得られたTL年代は33±8Ka（3万3千年プラスマイナス8千年）と考えられた。これは前述の前橋泥流や高崎市「聖石」佐久市「赤岩弁天堂」の年代よりも、やや古い時代であるが、その要因として、約24,000年前の前橋泥流を引き起こした浅間山の山体崩壊では、それ以前に噴出した噴火物も山体の一部として崩壊、あるいは巻き込んで流下した可能性が考えられる。下岡は現時点での結論として、約3万年前の浅間山（浅間火山）の噴火活動によって噴出した溶岩が固まって「岩神の飛石」の原形となり、その数千年後の山体崩壊で発生した前橋泥流によって、今日の前橋市街地まで運搬された可能性が高いと考えた。

## 起源に関する岩石学的調査と分析の結果

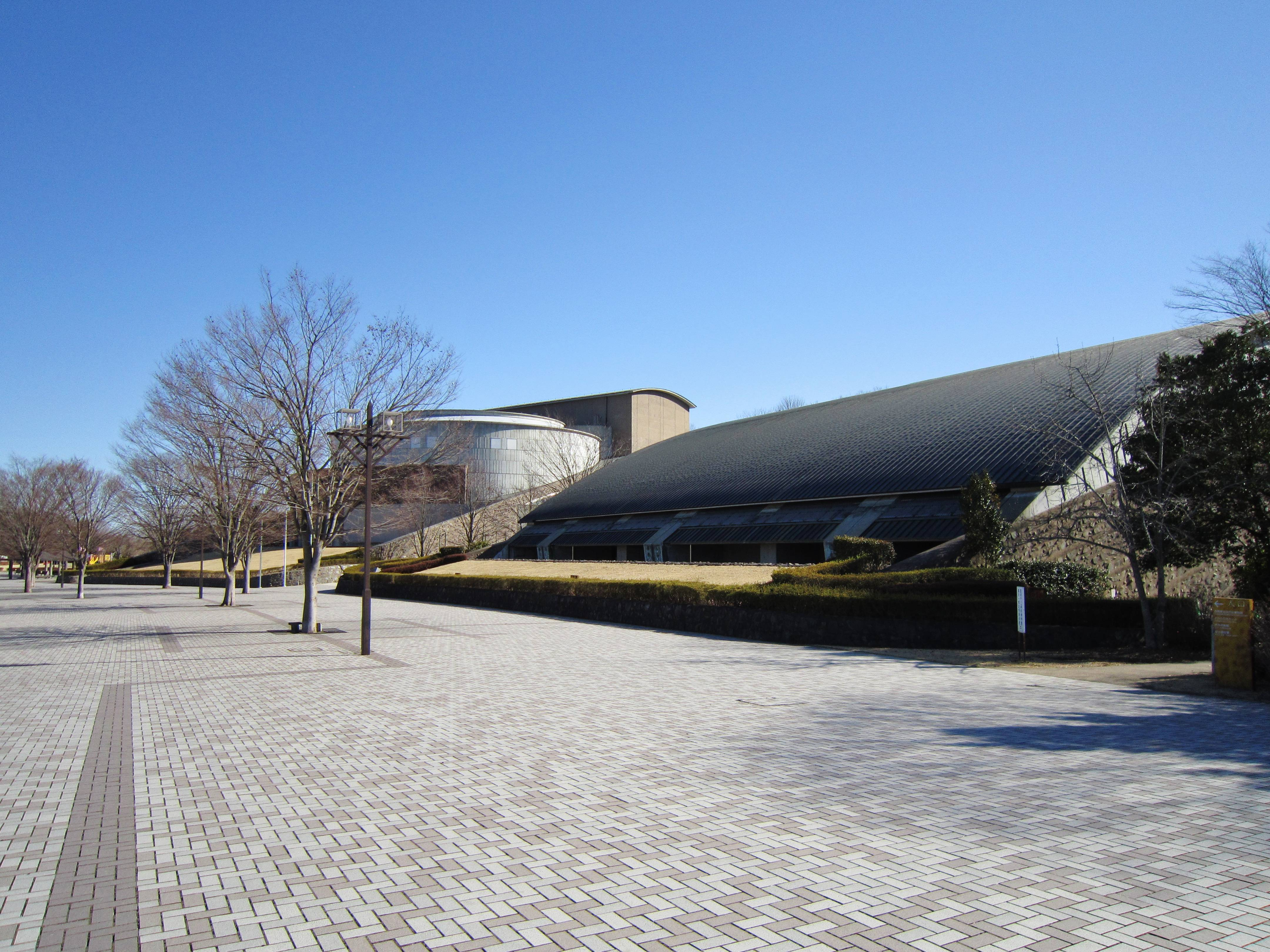
群馬県立自然史博物館。群馬県富岡市。

群馬県立自然史博物館の菅原久誠は、2013年度（平成25年度）から2015年度（平成27年度）にかけて前橋市が行った「岩神の飛石環境整備事業」の学術調査を担う「指導助言者」の一人として、3年かにわたり整備事業に携わった同博物館の学芸員である。岩石学の観点から「岩神の飛石」の起源に関する調査と分析を行うにあたり、比較対象となる試料を採取する岩石の選定作業がはじめられた。
菅原は岩神の飛石に外観が類似し、かつ運搬されてきた可能性のある経路上に存在する赤褐色溶岩や火砕岩をピックアップし、群馬県内の計23か所から試料を採集した。これらの試料の中には、従来から知られていた利根川・吾妻川流域各所の赤石に加え、整備事業の学術的検討会で新たに供給源の可能性が指摘された、浅間山（黒斑山）よりさらに西方の烏帽子岳、黒斑山山頂南方の小さな峰「トーミの頭」、赤城山の沼尾川上流部の支流「ラシラシ沢溶岩」なども含まれる。
採集された試料は切断され、その切断面の観察に基づいて、岩神の飛石と同様の赤褐色のものを選定、次に岩神の飛石の岩相の特徴として挙げられる「淡褐色軽石」を含んでいることと、肉眼で確認することが可能な斑晶鉱物のサイズや形状から、さらに絞り込みを行い、比較対象として適した下記の試料を選出した。
1. 岩神の飛石（分析点数30点、斜長石16点、斜方輝石7点、単斜輝石7点）
2. とうけえ石（中之条町指定天然記念物[† 3]、分析点数30点、斜長石14点、斜方輝石12点、単斜輝石4点）
3. 坂東橋東岸の露頭で採取された赤褐色溶岩（分析点数30点、斜長石16点、斜方輝石14点）
4. 佐久市の赤岩弁天堂の赤褐色岩（分析点数30点、斜長石18点、斜方輝石11点、単斜輝石1点）
5. 烏帽子岳山頂の赤褐色溶岩（分析点数30点、斜長石16点、斜方輝石7点、単斜輝石7点）
6. 黒斑山のトーミの頭露頭の赤褐色岩（分析点数30点、斜長石15点、斜方輝石15）
7. 黒斑山尾根の赤褐色岩（分析点数30点、斜長石19点、斜方輝石1点、単斜輝石10点）

この化学組成分析では「全岩化学組成分析」と「鉱物化学組成分析」が採用され、愛媛大学理工学研究科に設置されている走査型X線分析装置（Rigaku ZSX Primus Ⅱ）を用いて「全岩組成」、同研究所設置のエネルギー分散型X線分析装置（Oxford X-Max 50）付属の走査型電子顕微鏡を用いて「鉱物組成」の分析が行われた。
分析結果は斜長石と輝石に区分し、これらすべての試料について三角図を作成して比較するなど、「SiO2」と「Na2O+K2O」の分析値に基づいて決定された岩石記載が行われた。その結果、分析したすべての試料は安山岩に分類され、そのうち岩神の飛石は、「淡褐色軽石を含む赤褐色単斜輝石斜方輝石で構成された安山岩の溶岩と火砕岩で出来ている」ことが明らかになった。
記載岩石学的な調査、比較の結果、「岩神の飛石」と最も類似するのは中之条町の「とうけえ石」であることが分かった。この類似は肉眼的な観察や偏光顕微鏡による観察だけの検証ではなく、構成鉱物、組織、全岩化学組成といった分析や斑晶鉱物組成の分析においても両者の値は調和的で、複数の不透明鉱物で構成される200µm程の集斑晶が含まれるという点でも、両者の特徴は一致していることが明らかにされた。
ここで重要なことは「とうけえ石」と供給源の可能性のある火山との位置関係であった。「とうけえ石」は吾妻川左岸（北岸）、河川からの直線距離約400メートル離れた河岸段丘の斜面、標高355メートルに所在している。吾妻川は浅間山北麓流域から草津温泉や万座温泉などからの流れを集め東流し、渋川市付近で利根川に合流する利根川の支流の中でも規模の大きい河川であるが、利根川との合流地点の標高は約175メートルであって、合流地点の東にある赤城山起源の岩石が、吾妻川沿いを遡上（逆流）して中之条町まで運搬されることは考えづらい。「とうけえ石」と「岩神の飛石」が岩石記載学の観点から類似した同質のものであるのなら、両者は吾妻川沿いを流れ下ったものと考えるのが自然であって、当然「岩神の飛石」も浅間山方面が供給源であると考えられる。
「岩神の飛石」の底面は前橋泥流の上面に乗っている。この泥流の発生した年代は前述したように木片の炭素年代測定によって、約22,000年から24,000年前の浅間山（黒斑山）山体崩壊によるものと推定されていること、岩塊そのものが最初に形成された年代はTL法により33,000年（±8,000年）前であることを鑑みると「岩神の飛石」が浅間山で（正確には）いつ噴出したものなのか、具体的にどの場所（露頭）を供給源にしているのかまでは、現時点では解明できないものの、浅間山方面から運搬されてきたことは間違いがなく、少なくとも昭和初期に提唱された赤城山起源説は完全に否定されることが明らかになった。

## 2013年度から2015年度に行われた調査結果および整備事業の成果

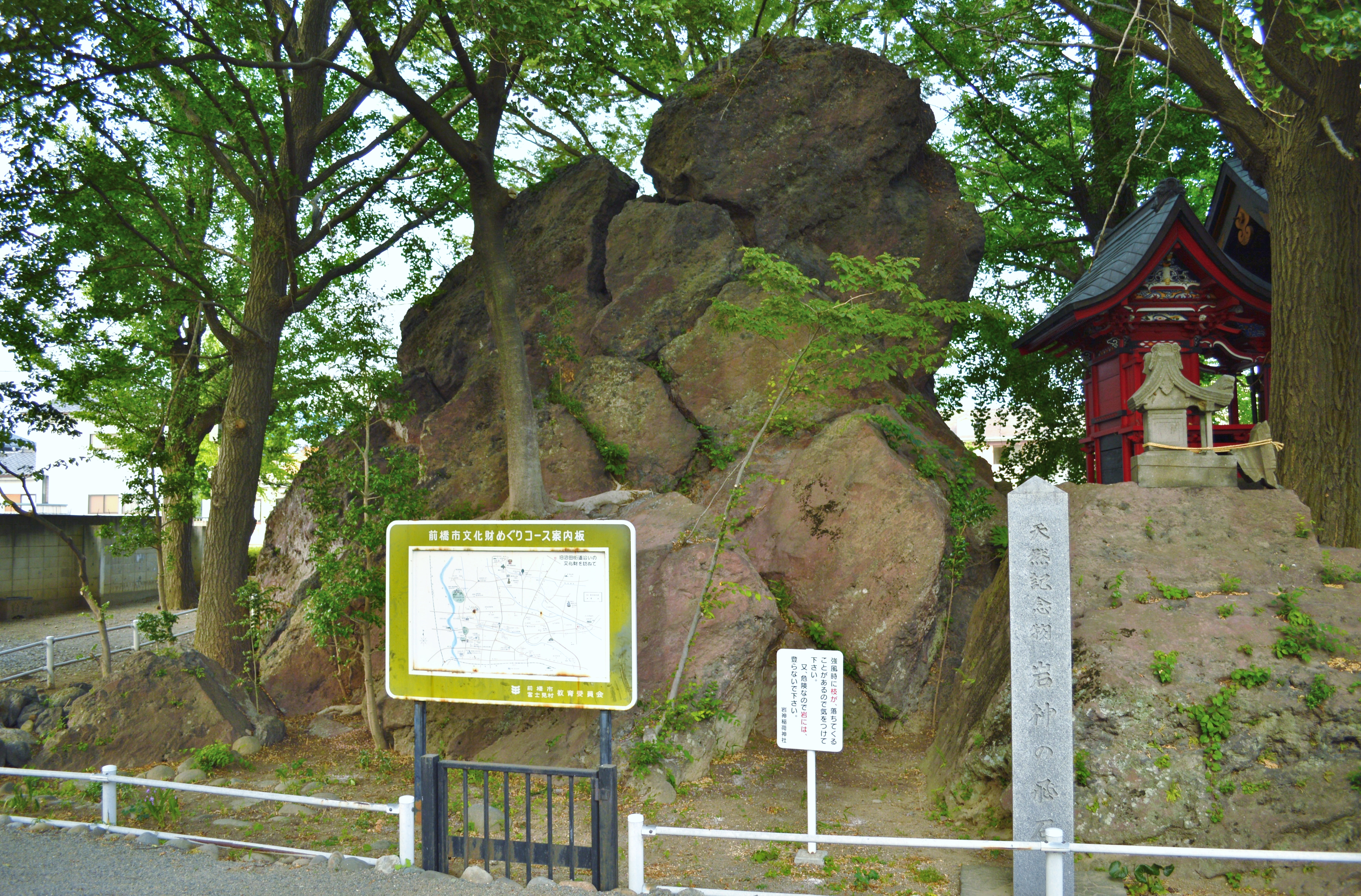
整備される以前の岩神の飛石。これらの樹木は安全管理上の理由で伐採され、パイプ状の柵もチェーン状の柵に変更された。2013年5月25日撮影。

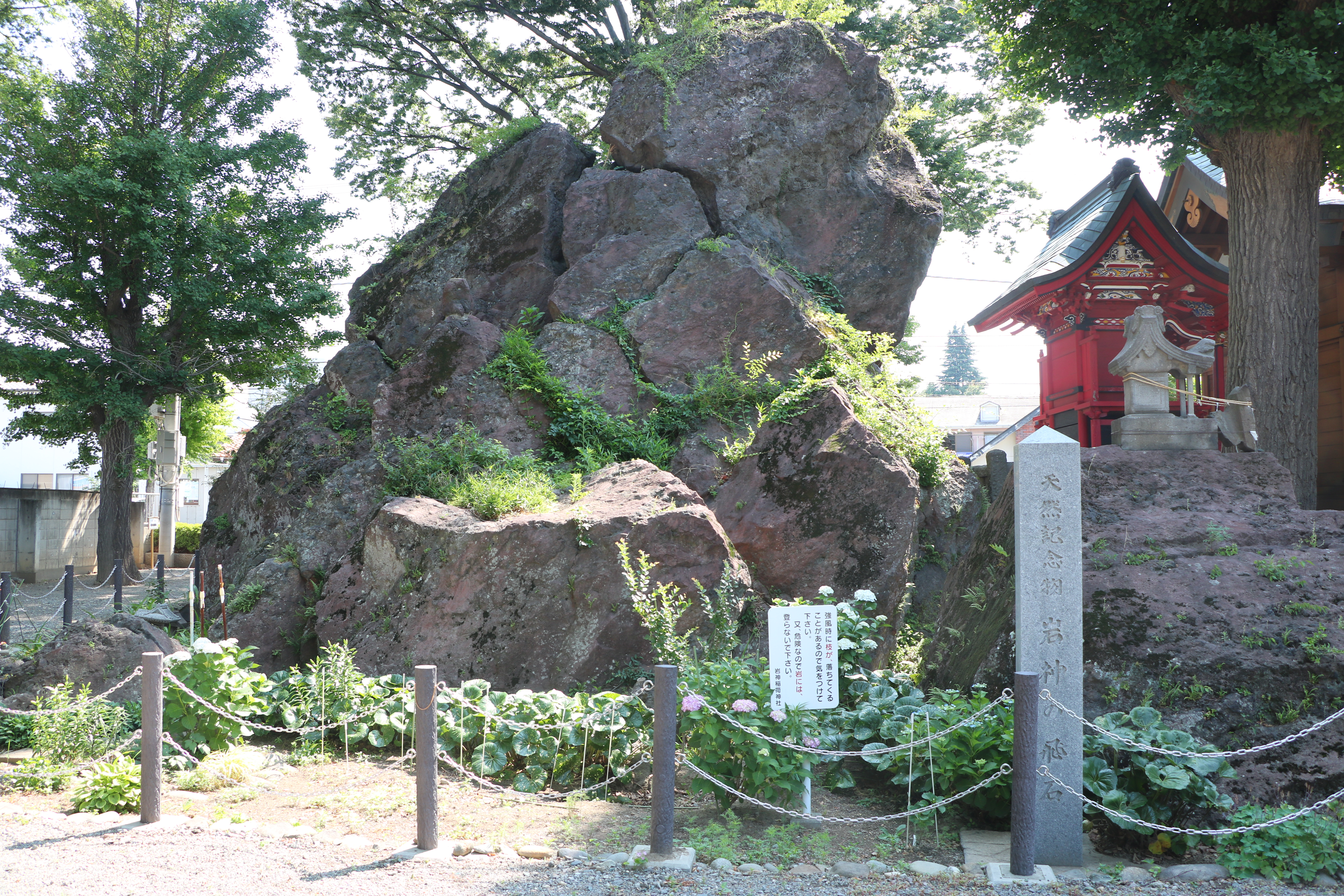
整備後の岩神の飛石。上記写真とほぼ同じアングル。2018年6月2日撮影。

2013年度（平成25年度）から2015年度（平成27年度）にかけ、前橋市教育員会によって進められた「岩神の飛石環境整備事業」の成果は報告書にまとめられ一般に公表された。この環境整備事業は起源を探求する目的以外にも、老朽化した囲柵や標識、案内板など、付随する施設の整備も同時に行われた。
この事業の目的は大きく分けて次の4点に集約される。
1. 見学環境の整備
2. 安全対策
3. 供給源の確定
4. 普及活動への展望

本記事では主に3の「供給源の確定」について解説を行ったが、本セクションではその他の調査および成果について記述する。
整備事業初年の2013年（平成25年）には、文化庁担当調査官の指示・承認のもと、岩神の飛石の天然記念物指定地内の腐朽した樹木や安全管理上問題のある5本の樹木を伐採、1本を剪定、岩面に繁茂したツタや低木などが除去された。飛石を囲んでいたパイプ状の柵は撤去され、景観に配慮した擬木の支柱にチェーンを掛ける仕様に変更され、従来の範囲よりも広めに新設された。
岩神の飛石は岩面の一部や底部に、他所から持ち込まれた石の祠 、道祖神、庚申塔が複数置かれ、隣接する岩神稲荷神社の手水鉢は岩神の飛石本体から割られた岩の一部が使用されているなど、古くから地域住民の間で畏怖、信仰の対象であった。整備事業ではこれら関連する祭祀遺構についても調査対象となり、飛石に隣接した4か所でトレンチ発掘調査が行われた。その結果、石の祠や道祖神の周囲を含め、近現代の陶磁器や瓦などが出土したが、中世以前の遺構や遺物は確認されなかった。
本事業は2011年（平成23年）の東日本大震災の影響に対する懸念の声が、地元住民の間から出たことがきっかけであった。岩神の飛石の本体には複数のクラック（ひび割れ）が当初よりあって、地震の揺れでこれらのクラックの隙間に何らかの変化が進行していないのか判断するため、測量機器によるクラックの定点観測が行われ、岩体側面（西・北・東）の3次元レーザー計測、実測及び3次元レーザー計測による平面図の作成、写真測量による立体図の作成が行われた。真鍮製の金属鋲を用いて基準点6か所、観測定点5か所が設定され、2014年（平成26年）1月7日、同3月7日、同8月18日、2015年（平成27年）2月16日、同8月28日、2016年（平成28年）2月10日の、合計6回の定点観測が行われた。この間に震度1が11回、震度2が5回、震度3が1回観測されたが、第1回の定点観測から第6回までの期間中の数値に変化が見られなかったことから、岩神の飛石の強度は現時点では安定しているものと考えられた。

## 中長期的な火山防災への影響

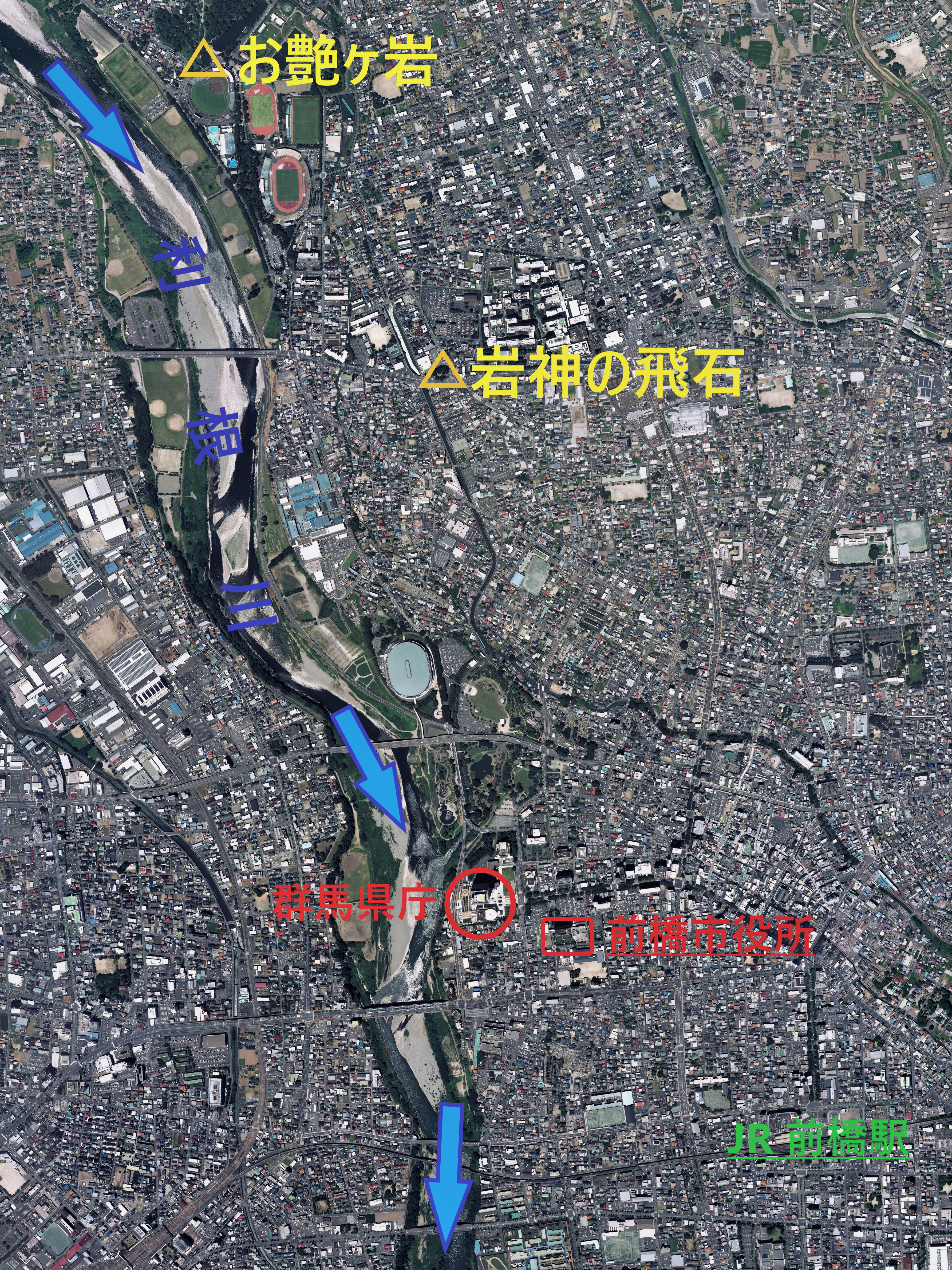
岩神の飛石周辺の空中写真。岩神の飛石が市街地に位置している様子が分かる。遠く離れた浅間山から今日の群馬県庁舎や前橋市役所に近い位置まで巨岩が流されてきた。
。（2020年8月11日撮影の12枚を合成作成）

今回の環境整備事業の一部として、岩体の一部が学術的観点から史上初めて採取されたことにより、その起源をめぐって「赤城山」「浅間山」の2説が存在し、起源がハッキリしなかった岩神の飛石は浅間山方面から泥流によって運ばれてきたことが判明した。
浅間山から前橋市中心部まで巨岩が流れてきた。その間の距離を考えると、にわかには信じがたいことであり、両者の関係性を直接連想することがない日常生活のなかでは、この事実を意識することは難しい。
前橋にある群馬大学で長年にわたり火山噴火物の研究を続け、赤城山起源2段階流下説を提唱した新井房夫は2004年（平成16年）に78歳で亡くなったが、1971年（昭和46年）に発行された『前橋市史』の中で、前橋泥流が浅間山から流れてきたことに絡み、中長期的な防災意識への警鐘を新井はすでに鳴らしていた。
報告書をまとめた前橋市教育委員会の小島純一は、今回の調査で明らかになった岩神の飛石に関する新たな知見は、前橋市民の郷土意識に大きな影響をもたらすであろうとし、前橋市街の中心部は、この「前橋泥流」の上部にあって、ここにある国指定天然記念物「岩神の飛石」は、ここまで運ばれたと推定される約24,000年前の旧石器時代から前橋市の歴史とともに存在し続けてきた。この事実は火山噴火のメカニズムを理解するための前橋市における理科教育の原点となり、浅間山の活動史そのものが防災学の基礎となる。岩神の飛石の新たな知見は学校教育における新たな学習シートの作成など、次世代の前橋市民へ向けた新しい教育プログラムの開発が必要になるだろうと結んでいる。

## 交通アクセス
所在地
- 群馬県前橋市昭和町3丁目29-11[9]

交通
- 関越自動車道前橋インターチェンジより約12分[82]。